# История СССР (1922—1953)
История СССР (1922—1953) — период советской истории, который тесно связан с личностью И. В. Сталина и его влиянием на события в мировой истории. Начало этого периода в 1922 году характеризуется частичным отходом В. И. Ленина от управления страной из-за тяжелой болезни и образованием СССР. В конце 1927 года, с окончательным разгромом «левой оппозиции», начался восход Сталина на вершину единоличной власти, что характеризовалось как эпоха «сталинизма» в советской истории. Закончился данный период смертью Сталина в 1953 году.

## Политическая система СССР в 1922—1953
Все органы государственной власти в СССР контролировались коммунистической партией (до 1925 года она называлась РКП(б), в 1925—1952 годах — ВКП(б), с 1952 года — КПСС). Высшим органом партии был Центральный комитет (ЦК). Постоянно действующими органами ЦК были Политбюро (с 1952 г. — Президиум ЦК КПСС), Оргбюро (существовало до 1952 г.) и Секретариат. Наиболее важным из них было Политбюро. Его решения воспринимались как обязательные для исполнения всеми как партийными, так и государственными органами. В связи с этим вопрос о власти в стране сводился к вопросу о контроле над Политбюро. Все члены Политбюро были формально равны, но до 1924 года наиболее авторитетным из них был В. И. Ленин, который председательствовал на заседаниях Политбюро. Однако в период с 1922 года до своей смерти в 1924 году Ленин тяжело болел и, как правило, не мог принимать участия в работе Политбюро. C 1922 года до декабря 1925 года на заседаниях Политбюро обычно председательствовал Л. Б. Каменев. С 1929 года все члены Политбюро полностью поддерживали И. В. Сталина, поэтому можно говорить о диктатуре Сталина в этот период.
Формальным главой государства в 1922—1946 годах был М. И. Калинин (с 1922 г. по 1938 г. — председатель ЦИК СССР, с 1938 г. — председатель Президиума Верховного Совета СССР), а с 1946 г. по 1953 г. — Н. М. Шверник (председатель Президиума Верховного Совета СССР). Главами правительства страны были В. И. Ленин (председатель СНК СССР в 1923—1924 годах, из-за болезни практически не выполнял свои обязанности и его замещал на этом посту А. И. Рыков), А. И. Рыков (председатель СНК СССР в 1923—1930 годах), В. М. Молотов (Председатель СНК СССР в 1930—1941 годах) и И. В. Сталин (председатель СНК СССР в 1941—1946 годах, председатель Совета Министров СССР с 1946 по 1953 год).

## СССР в 1922—1927 годы

### Борьба за власть в партии
В конце 1922 года Политбюро ЦК РКП(б), если не учитывать больного В. И. Ленина, состояло из 6 человек — И. В. Сталина, Л. Д. Троцкого, Г. Е. Зиновьева, Л. Б. Каменева, А. И. Рыкова и М. П. Томского.

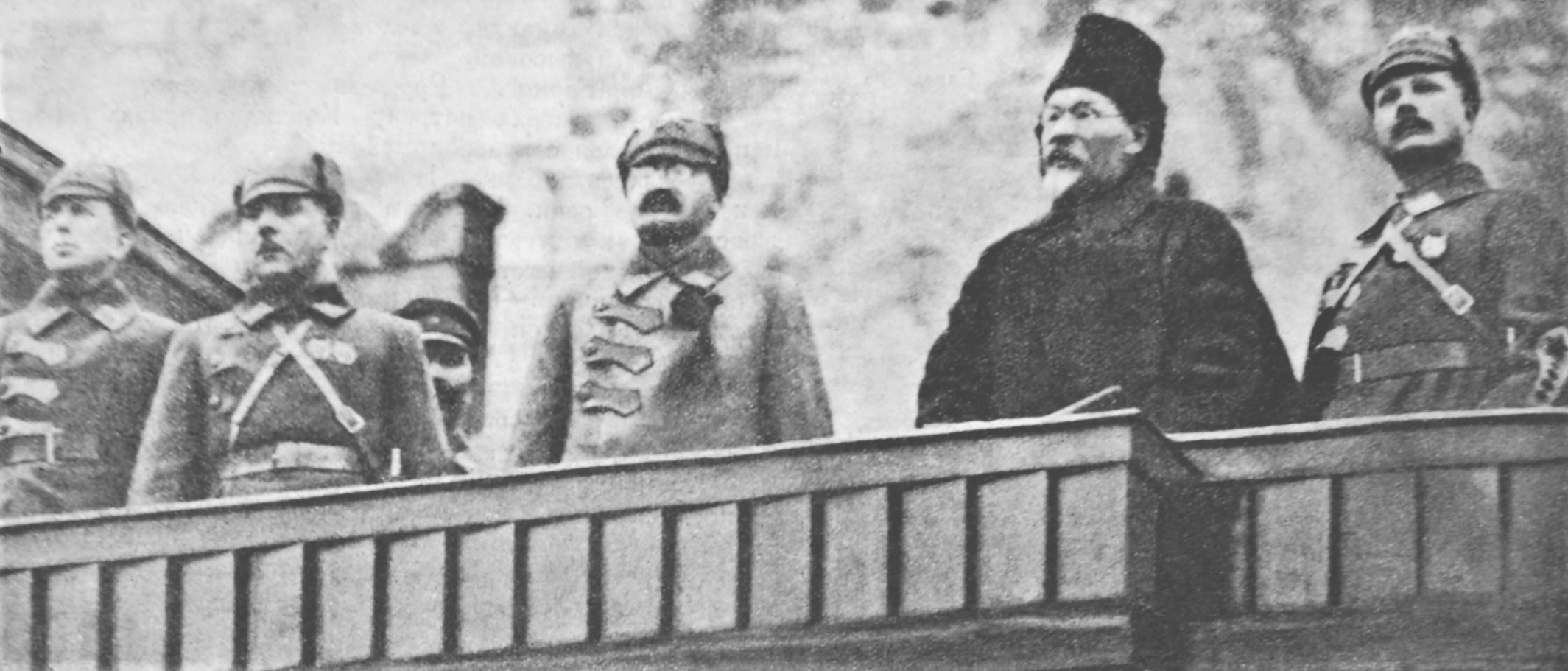
Слева направо, Андрей Бубнов, Климент Ворошилов, Лев Троцкий, Михаил Калинин и Михаил Фрунзе приветствуют парад на Красной площади в Москве 7 ноября 1924 года, в седьмую годовщину Октябрьской революции. Лев Троцкий принимает парад в качестве Народного комиссара по военным и морским делам в последний раз.

Сталин, Зиновьев и Каменев организовали «тройку», основанную на противодействии Троцкому, к которому они относились отрицательно со времен гражданской войны (трения между Троцким и Сталиным начались по поводу обороны Царицына и между Троцким и Зиновьевым по поводу обороны Петрограда, Каменев практически во всем поддерживал Зиновьева). Томский, будучи лидером профсоюзов, отрицательно относился к Троцкому со времен т. н. «дискуссии о профсоюзах».Троцкий стал сопротивляться. В октябре 1923 г. он направил письмо в ЦК и ЦКК (Центральную контрольную комиссию) с требованием усиления демократии в партии. Тогда же его сторонники направили в Политбюро т. н. «Заявление 46-ти». «Тройка» тогда показала свою мощь, главным образом используя ресурс аппарата ЦК, руководимого Сталиным (аппарат ЦК мог влиять на подбор кандидатов в делегаты на партийные съезды и конференции). На XIII конференции РКП(б) сторонники Троцкого были осуждены. Влияние Сталина сильно возросло. 21 января 1924 г. Ленин умер. «Тройка» объединилась с Бухариным, А. И. Рыковым, Томским и В. В. Куйбышевым, составив в Политбюро (куда включили членом Бухарина и кандидатом в члены Куйбышева) т. н. «семёрку». Позднее, на августовском пленуме ЦК 1924 г. эта «семёрка» стала даже официальным органом, хотя секретным и внеуставным.
Трудным для Сталина оказался XIII съезд РКП(б). Перед началом съезда вдова Ленина Н. К. Крупская передала «Письмо к съезду». Оно было оглашено на заседании Совета старейшин (неуставного органа, состоящего из членов ЦК и руководителей местных партийных организаций). Сталин на этом заседании впервые заявил об отставке. Каменев предложил решить вопрос голосованием. Большинство высказалось за оставление Сталина на посту генсека, против голосовали только сторонники Троцкого. Затем было проголосовано предложение, что документ должен быть оглашен на закрытых заседаниях отдельных делегаций, при этом никто не имел права делать записи и на заседаниях съезда на «Завещание» было ссылаться нельзя. Таким образом «Письмо к съезду» даже не упоминалось в материалах съезда. Впервые оно было оглашено Н. С. Хрущёвым на XX съезде КПСС в 1956. Позже этот факт использовался оппозицией для критики Сталина и партии (утверждалось, что ЦК «скрыл» «завещание» Ленина). Сам Сталин (в связи с этим письмом несколько раз ставивший перед пленумом ЦК вопрос о своей отставке) эти обвинения отвергал.
Спустя всего две недели после съезда, где будущие жертвы Сталина Зиновьев и Каменев употребили всё своё влияние, чтобы оставить его на посту, Сталин открыл огонь по своим же союзникам. Сначала он воспользовался опечаткой («нэпмановская» вместо «нэповская» в цитате из Ленина у Каменева:
…читал в газете доклад одного из товарищей на XIII съезде (кажется Каменева), где черным по белому написано, что очередным лозунгом нашей партии является будто бы превращение "России нэпмановской " в Россию социалистическую. Причем, — что еще хуже, — этот странный лозунг приписывается не кому иному, как самому ЛенинуИ.Сталин, Собрание сочинений 
В том же докладе Сталин обвинил Зиновьева, не называя его имени, в принципе «диктатуры партии», выдвинутом ещё на XII съезде, причем этот тезис был зафиксирован в резолюции съезда и сам Сталин голосовал за него. Основными союзниками Сталина в «семёрке» становились Бухарин и Рыков.
Новый раскол обозначился в Политбюро в октябре 1925 года, когда Зиновьев, Каменев, Г. Я. Сокольников и Крупская представили документ, критиковавший линию партии с «левой» точки зрения. Зиновьев руководил ленинградскими коммунистами, Каменев московскими, а среди рабочего класса больших городов, жившего хуже, чем до первой мировой войны, было сильное недовольство низкой зарплатой и ростом цен на с/х продукцию, что приводило к требованию нажима на крестьянство и особенно на кулачество. «Семёрка» распалась. В тот момент Сталин стал объединяться с «правыми» Бухариным-Рыковым-Томским, выражавшими интересы прежде всего крестьянства. В начавшейся внутрипартийной борьбе между «правыми» и «левыми» он предоставлял им силы партийного аппарата, они же (именно Бухарин) выступали в качестве теоретиков.
«Новая оппозиция» Зиновьева и Каменева была осуждена на XIV съезде.
К тому времени возникла теория победы социализма в одной стране. Этот взгляд развивали Сталин в брошюре «К вопросам ленинизма» (1926) и Бухарин. Они разделили вопрос о победе социализма на две части — вопрос о полной победе социализма, то есть о возможности построения социализма и полной невозможности реставрации капитализма внутренними силами, и вопрос об окончательной победе, то есть невозможности реставрации благодаря вмешательству западных держав, что было бы исключено только путём установления революции на Западе. Троцкий, не верящий в социализм в одной стране, присоединился к Зиновьеву и Каменеву. Создалась т. н. «Объединенная оппозиция». Она была окончательно разгромлена после устроенных сторонниками Троцкого демонстраций по случаю 10-летия Октябрьской революции 7 ноября 1927 года в Москве и Ленинграде.
XV съезд ВКП(б) (декабрь 1927 года) наметил мероприятия по социалистической реконструкции сельского хозяйства, усилению плановых начал, ограничению капиталистических элементов города и деревни. Одновременно с этим шла разработка Первого пятилетнего плана.
В конце 1927 года начался «кризис хлебозаготовок», выразившийся в резком снижением поставок хлеба крестьянами. С одной стороны, сохранялись твердые закупочные цены на зерно, а с другой — крестьянство не имело возможности приобретать промышленные товары. Крестьяне требовали повышения закупочных цен на хлеб. Это привело к разногласиям внутри правящей партийной группировки, возглавлявшейся Сталиным и Бухариным. Сторонники Сталина видели корень проблемы в усилении кулака и нэпмана, переняв фактически лозунги разгромленной ранее Левой оппозиции, и склонялись к проведению «чрезвычайных мер». В свою очередь, сторонники Бухарина стремились к проведению политики уступок крестьянству.
В середине февраля 1928 года «Правда» писала: «Кулак поднял голову!». Уже 14 и 24 декабря 1927 года по региональным организациям были разосланы секретные директивы ЦК с требованиями во что бы то ни стало увеличить объём хлебозаготовок. Поскольку эти директивы не исполнялись в полной мере, были отправлены ещё несколько распоряжений. В их числе, в директиве от 14 января говорилось о решении ЦК «нажать зверски на наши парторганизации» и требовалось арестовывать «спекулянтов, кулачков и прочих дезорганизаторов рынка и политики цен». В качестве теоретического обоснования проводимых мер Сталин выдвигает тезис об обострении в стране классовой борьбы. На апрельском Пленуме ВКП(б) была единогласно принята резолюция «О хлебозаготовках текущего года и об организации хлебозаготовительной кампании на 1928-29 год». В соответствии с резолюцией «ЦК должен был принять ряд мер, в том числе и экстраординарного порядка», чтобы «парализовать угрозу общехозяйственного кризиса и обеспечить не только снабжение хлебом городов, но и отстоять взятый партией темп индустриализации страны».
На состоявшемся в июле 1928 года Пленуме ЦК ВКП(б) сторонники Бухарина резко выступили против проводимых правительством мер. Рыков потребовал отказа от политики, направленной против кулака, что в итоге было принято. ЦК выступил против реквизиций продовольствия у крестьян и насильственных хлебных займов. Кроме того, было решено поднять на 20 % закупочные цены на хлеб, что было резко отвергнуто ранее. 18 сентября 1928 года, в «Правде» была опубликована статья Сталина «Коминтерн о борьбе с правыми уклонами». Доклад об опасности «правого уклона» был зачитан Сталиным на Пленуме Московского комитета и Московской контрольной комиссии ВКП(б) в октябре 1928 года. Это стало началом открытого конфликта Сталина со своими бывшими сторонниками по правящей группе — Бухариным, Рыковым, Томским и Николаем Углановым (тогда — первым секретарем Московского комитета партии). В Одиннадцатую годовщину Октябрьской революции прозвучали официальные лозунги, ранее бывшие лозунгами Левой оппозиции: «Опасность справа!», «Ударим по кулаку!», «Согнём нэпмана!», «Ускорим индустриализацию!».
На апрельском Пленуме ЦК и ЦКК (1929 год) Сталин заявил, что «вчера ещё личные друзья, теперь расходимся с ним в политике». Пленум завершил «разгром группы Бухарина», а сам Бухарин был снят с занимаемых постов. После отказа «покаяться», 17 ноября 1929 года Бухарин был выведен из Политбюро. Рыков же признал свои «ошибки» и заявил, что будет вести «решительную борьбу против всех уклонов от генеральной линии партии и, прежде всего, против правого уклона». Но в 1930 году и он был выведен из Политбюро и снят с поста председателя Совнаркома СССР. Тогда же был выведен из состава Политбюро и Томский.

### Внутренняя политика СССР (1922—1927)
В области экономики в эти годы продолжалась Новая экономическая политика. С переходом к НЭПу был дан импульс развитию предпринимательства. Однако свобода предпринимательства допускалась лишь до известной степени. В промышленности частные предприниматели в основном ограничивались производством товаров широкого потребления, добычей и переработкой некоторых видов сырья, изготовлением простейших орудий труда; в торговле — посредничеством между мелкими товаропроизводителями и реализацией товаров частной промышленности; на транспорте — организацией местных перевозок мелких партий груза.
В целях недопущения концентрации частного капитала государство использовало такой инструмент как налоги. В 1924/1925 хозяйственном году налоги поглощали от 35 до 52 % всего дохода частников. Средних и крупных частных промышленных предприятий в первые годы нэпа было мало. В 1923/1924 г. в составе всей цензовой промышленности (то есть промышленных предприятий с числом рабочих не менее 16 при наличии механического двигателя и не менее 30 — без двигателя) частные предприятия давали всего 4,3 % продукции.
Подавляющую часть населения страны составляли крестьяне. Они страдали от диспропорций в соотношении регулируемых государством цен на промышленные и сельскохозяйственные товары («ножницы цен»). Крестьяне, несмотря на большую нужду в товарах промышленного производства, не могли их приобретать из-за слишком высоких цен. Так, до войны крестьянин, чтобы оплатить стоимость плуга, должен был продать 6 пудов пшеницы, а в 1923 г. — 24 пуда; стоимость сенокосилки за тот же период возросла со 125 пудов зерна до 544. В 1923 году из-за снижения заготовительных цен на важнейшие зерновые культуры и чрезмерного повышения отпускных цен на промышленные товары возникли трудности со сбытом промышленных товаров.

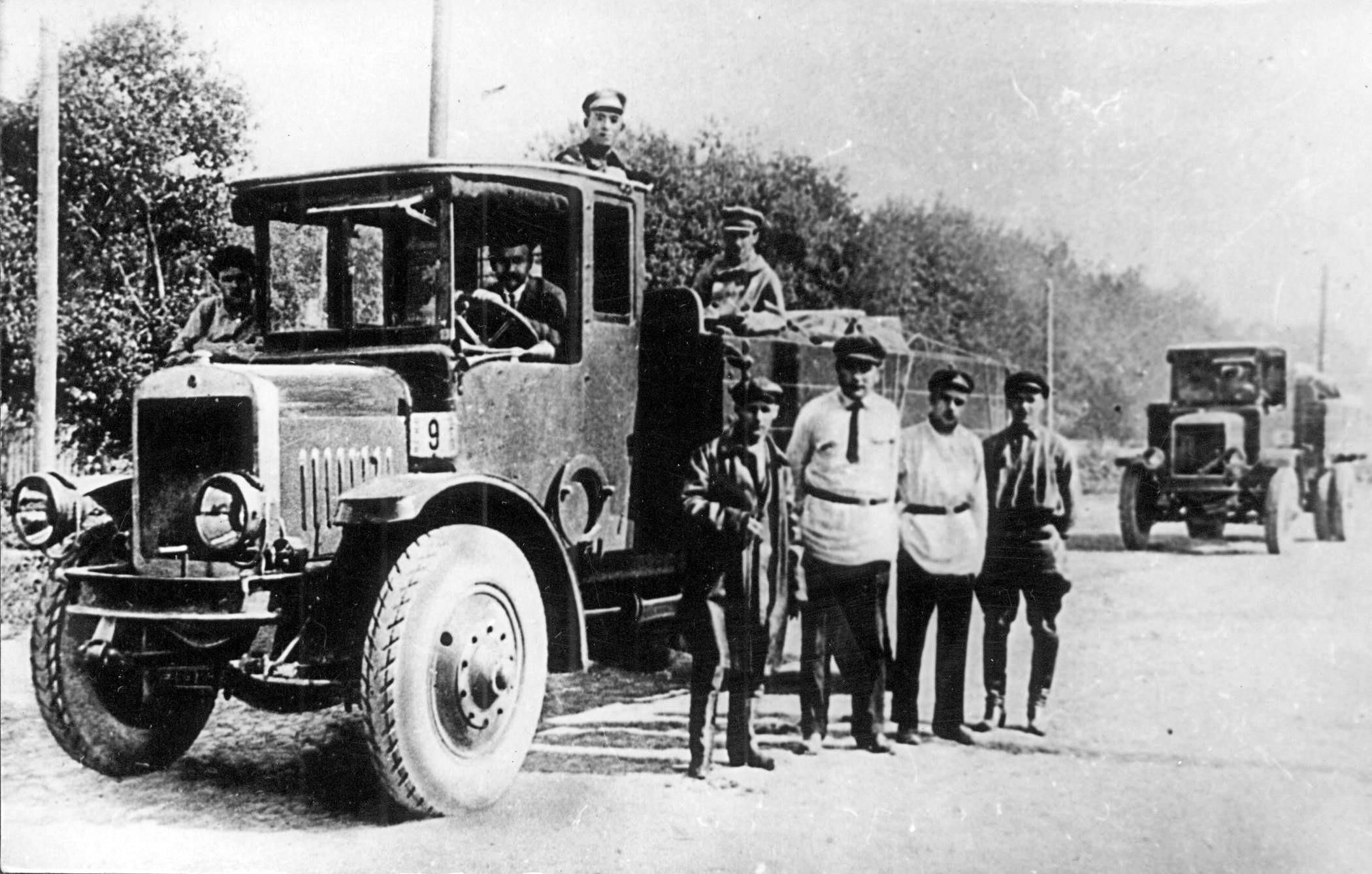
Первые советские тяжёлые грузовики Я-3 перед испытательным пробегом, июнь 1926 года

К февралю 1924 г. стало ясно, что крестьяне сдавать хлеб государству за совзнаки отказываются. 2 февраля 1924 г. II Съезд Советов СССР постановил ввести в обращение устойчивую валюту общесоюзного образца. Декрет ЦИК и СНК СССР от 5 февраля 1924 г. объявлял о выпуске государственных казначейских билетов СССР. С 14 февраля 1924 г. было прекращено печатание совзнаков, а с 25 марта — выпуск их в обращение.
Со второй половины 1920-х годов начались первые попытки свёртывания НЭПа. Предпринимателей стали облагать большими налогами, что привело к вытеснению частного сектора из экономики.

### Национальная политика СССР (1922—1927)

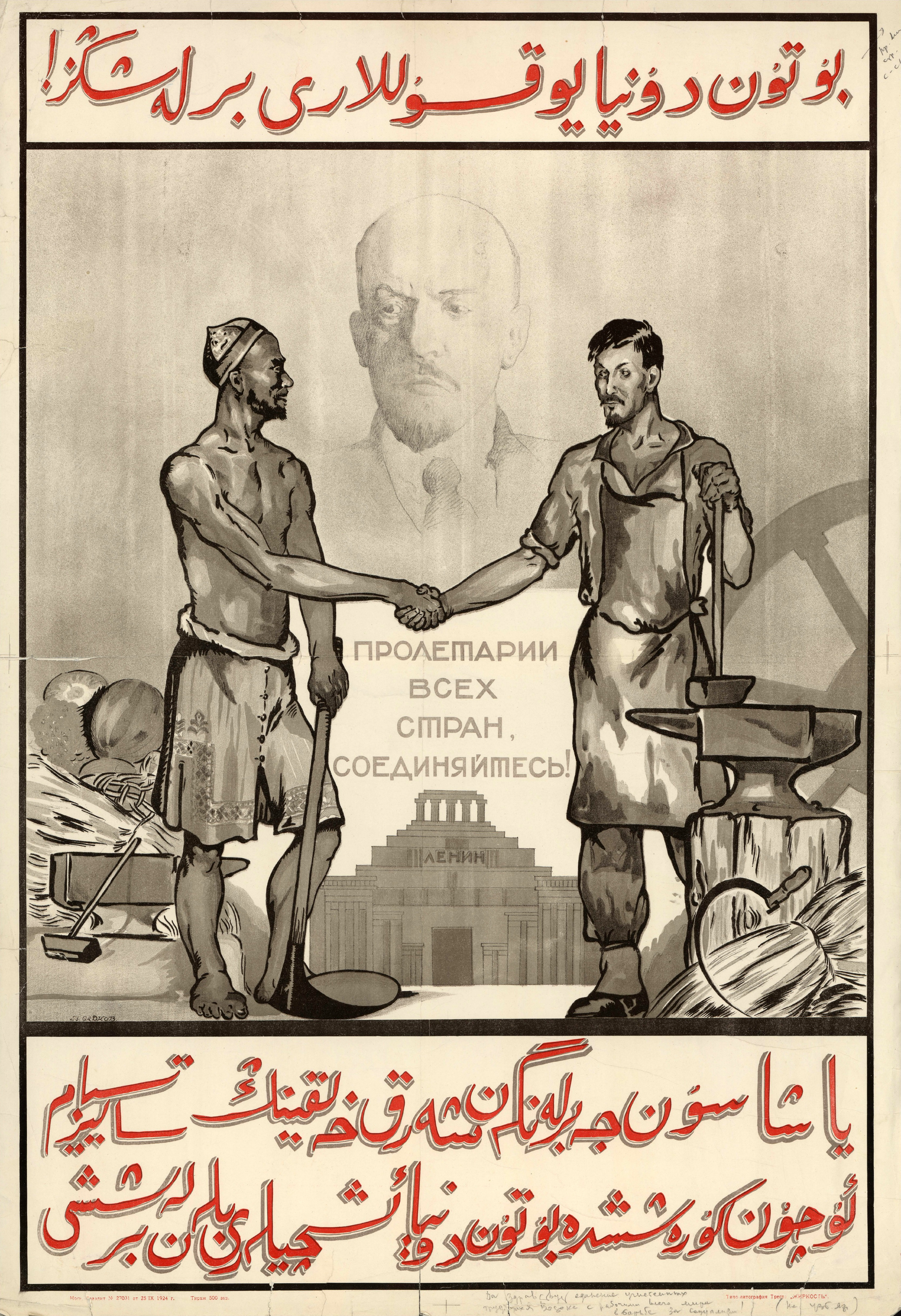
«Да здравствует единение угнетённых трудящихся Востока с рабочими всего мира в борьбе за социализм!», плакат 1924 года на узбекском языке

В 1924—1929 годы в Средней Азии было проведено национально-территориальное размежевание. В 1924 году были упразднены Хорезмская и Бухарская народные советские республики и на территории Средней Азии были образованы союзные республики — Узбекская ССР (включала в себя Таджикскую АССР) и Туркменская ССР. В 1925 году в составе Российской СФСР были образованы Кара-Киргизская автономная область и Кара-Калпакская автономная область, а Киргизская АССР была переименована в Казакскую АССР. В 1926 году Киргизия была преобразована в Киргизскую АССР. В 1929 году Таджикистан был выделен из состава Узбекской ССР и была образована Таджикская ССР. В 1932 году Каракалпакия была преобразована в Каракалпакскую АССР.

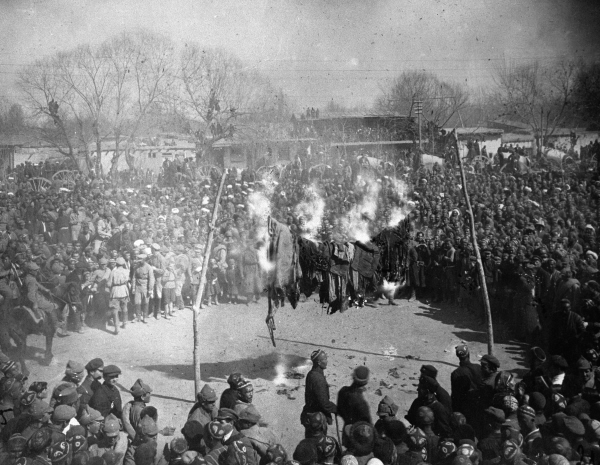
Сжигание чачванов в Андижане в Международный женский день 8 марта 1927 года

В 1920-е годы проводилась политика коренизации, или «национализации» аппарата управления, суть которой заключалась в том, чтобы дать ускоренное образование представителям коренных народов в союзных и автономных республиках и привлечь их в аппарат управления, сформировать местную интеллигенцию. Там, где национальные меньшинства жили компактно, создавались национальные районы и национальные сельсоветы. В начальных школах РСФСР в 1920-е годы преподавание велось на 68 языках. Создавалась письменность для не имеющих её народов: в 1920-е-1930-е годы 46 таких этносов получили письменность. В 1920-е годы проводилась кампания за равноправие женщин в Средней Азии, названная «худжум» («наступление»).
Одним из элементов политики коренизации была украинизация — распространение украинского языка в сфере науки, образования, печати, повышение доли украинцев в партийных и государственных органах Украинской ССР; этноним «малороссы» утратил легитимность и в широком употреблении повсеместно был заменён этнонимом украинцы. Политика украинизации существенным образом повлияла на становление украинской нации, но вместе с тем она вела к вытеснению русской культуры и вызывала неприятие со стороны части населения Украинской ССР (причём не только русских, но и части украинцев).

### Внешняя политика СССР (1922—1927)

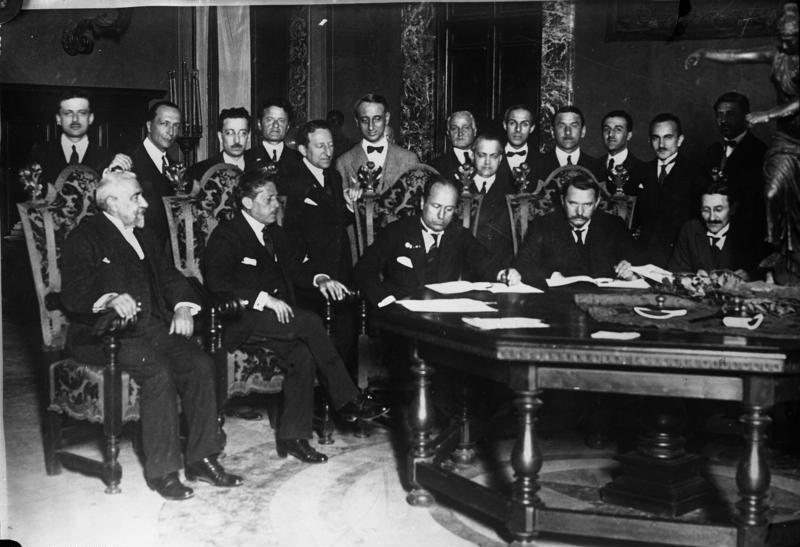
Подписание договора о торговле и мореплавании между СССР и Италией, первая статья которого провозглашала установление «дипломатических и консульских сношений» между странами и взаимное признание «единственно законной и суверенной власти» друг друга (де-факто признание Италией СССР). Подписанты: Бенито Муссолини и Николай Иорданский (Рим, Палаццо Киджи) 7 февраля 1924

С образованием молодого советского государства перед советским правительством стояла задача по подписанию мирных договоров с Германией и другими странами; получение международного дипломатического признания. К моменту создания СССР в декабре 1922 года, были заключены Московский договор (1921) и Рапалльский договор (1922) — произошёл прорыв международной дипломатической изоляции СССР, завершены военные действия с добившимися независимости западными соседями: Польшей, Литвой, Латвией, Эстонией, Финляндией. Сохранялся территориальный спор с Румынией из-за Бессарабии.
В феврале 1922 года советское правительство поддерживало официальные отношения с 11 государствами — Германией, Великобританией, Турцией, Ираном, Афганистаном, Монголией, Финляндией, Эстонией, Латвией, Литвой и Польшей. К середине 1920-х годов большинство ведущих стран мира признали СССР. В мае 1924 года были установлены дипломатические отношения с Китаем, Китайско-Восточная железная дорога (КВЖД) была объявлена совместным предприятием СССР и Китая. В начале 1925 года были возобновлены дипломатические отношения с Японией, японские войска были выведены с севера Сахалина. На Сахалине японским компаниям были предоставлены концессии, в частности, на эксплуатацию 50 % площади нефтяных месторождений.
В конце 1925 года из-за острова Урта-Тагай на пограничной реке Пяндж произошёл советско-афганский вооружённый конфликт. Остров был захвачен советскими войсками, но затем был оставлен и признан за Афганистаном.
В мае 1927 года полиция Великобритании провела обыск в англо-советском кооперативном обществе АРКОС, который подтвердил подозрения в шпионской и антигосударственной деятельности этой организации против Англии в пользу СССР, после чего Великобритания разорвала дипломатические отношения с СССР, население СССР ожидало скорого начала войны. Непосредственной причиной военно-дипломатического кризиса между СССР и Великобританией стали революционные события в Китае и их поддержка со стороны СССР, что вызвало жёсткую реакцию Великобритании, которая начала утрачивать свои колониальные позиции в Китае.
В 1929 году советско-британские дипломатические отношения были восстановлены.

#### Коминтерн и угроза мировой революции
Создав в 1919 году Третий Интернационал (Коминтерн), международную организацию полностью финансируемую руководством СССР, РКП (б) поставила задачу распространения идей революционного интернационального социализма, в противовес реформистскому социализму Второго интернационала, окончательный разрыв с которым был вызван различием позиций относительно Первой мировой войны и Октябрьской революции в России. Эту работу часть руководства партии считала борьбой за мировую революцию и в ней были задействованы советские полпредства, торговые фирмы, туристические бюро, научные институты, на что тратились значительные финансовые ресурсы (только на германский путч 1923 года было выделено 300 млн золотых рублей).
В предвоенные годы Советский Союз своей активной внешней международной деятельностью, закреплённой официально в государственной символике страны, поставил своей целью на деле осуществить свою всемирно-историческую миссию по подготовке силового революционного преобразования всего мирового сообщества на принципах коммунизма. Через свои многочисленные ячейки и филиалы в виде всевозможных зарубежных коммунистических партий, а также близкие по убеждениям общественные организации — КИМ, МОПР, различные антифашистские объединения и пр., Коминтерн (полностью управляемый и финансируемый советским правительством и партийным руководством СССР) готовил мировую пролетарскую революцию. Гимном Коминтерна была песня: «Наш лозунг — Всемирный Советский Союз!».
Поддержка коммунистических движений вылилась в попытки переворотов в соседних с СССР странах (путч в сентябре 1923 в Болгарии, путч в октябре 1923 в Германии, путч в Эстонии в 1924-м). В апреле 1925 коммунисты взорвали Собор Святой Недели в Болгарии (царь Борис III выжил). Активное военно-политическое вмешательство СССР в Китае руками китайских коммунистов наносило ущерб британским экономическим интересам в этой стране и вело к превращению Китая в коммунистическое государство. Затратным акциям за границей предшествовало масштабное (в рамках всей страны) изъятие церковных ценностей, осуществлённое в 1922 году якобы для закупки продовольствия голодающим.

## СССР в 1928—1941 годы
Не имея, в отличие от России начала века, иностранных кредитов как важного источника средств, СССР мог вести индустриализацию лишь за счет внутренних ресурсов. Влиятельная группа (член Политбюро Н. И. Бухарин, председатель Совнаркома А. И. Рыков и председатель ВЦСПС М. П. Томский) отстаивали «щадящий» вариант постепенного накопления средств через продолжение НЭПа. Л. Д. Троцкий — форсированный вариант. И. В. Сталин поначалу стоял на точке зрения Бухарина, однако после исключения Троцкого из ЦК партии в конце 1927 г. поменял свою позицию на диаметрально противоположную. Это привело к решающей победе сторонников форсированной индустриализации.
XIV съезд ВКП(б) в конце 1925 г. провозгласил курс на индустриализацию страны. С 1926 г. в СССР начинают разрабатываться варианты первого пятилетнего плана. Народный комиссар финансов СССР Г. Я. Сокольников и другие специалисты его ведомства (с которыми сходились во мнении экономисты Н. Д. Кондратьев и Н. П. Макаров) считали, что главнейшей задачей является развитие сельского хозяйства до самого высокого уровня. По их мнению, только на базе окрепшего и поднявшегося до «зажиточности» сельского хозяйства, способного вдоволь накормить население, могут появиться условия для расширения промышленности. Один из планов, разработанный специалистами Госплана СССР, предусматривал развитие всех отраслей, производящих предметы широкого потребления, и те средства производства, потребность в которых носила массовый характер. Экономисты этого направления доказывали, что всюду в мире интенсивное промышленное развитие начиналось именно с этих отраслей.

### Первая пятилетка (1928—1932)
С начала 1930-х проводилась коллективизация сельского хозяйства — объединение всех крестьянских хозяйств в централизованные колхозы. В значительной мере ликвидация прав собственности на землю была следствием решения «классового вопроса». Кроме того, согласно господствующим тогда экономическим воззрениям, крупные колхозы могли работать более эффективно благодаря применению техники и разделению труда. Индустриализация, которая в силу очевидной необходимости была начата с создания базовых отраслей тяжёлой промышленности, не могла ещё обеспечить рынок нужными для села товарами. Снабжение города через нормальный товарообмен нарушилось, продналог в натуре был в 1924 году заменён на денежный. Возник заколдованный круг: для восстановления баланса нужно было ускорить индустриализацию, для этого требовалось увеличить приток из села продовольствия, продуктов экспорта и рабочей силы, а для этого было нужно увеличить производство хлеба, повысить его товарность, создать на селе потребность в продукции тяжёлой промышленности (машинах). Ситуация осложнялась уничтожением в ходе революции основы товарного производства хлеба в дореволюционной России — крупных помещичьих хозяйств, и необходим был проект создания чего-либо, их заменяющего.

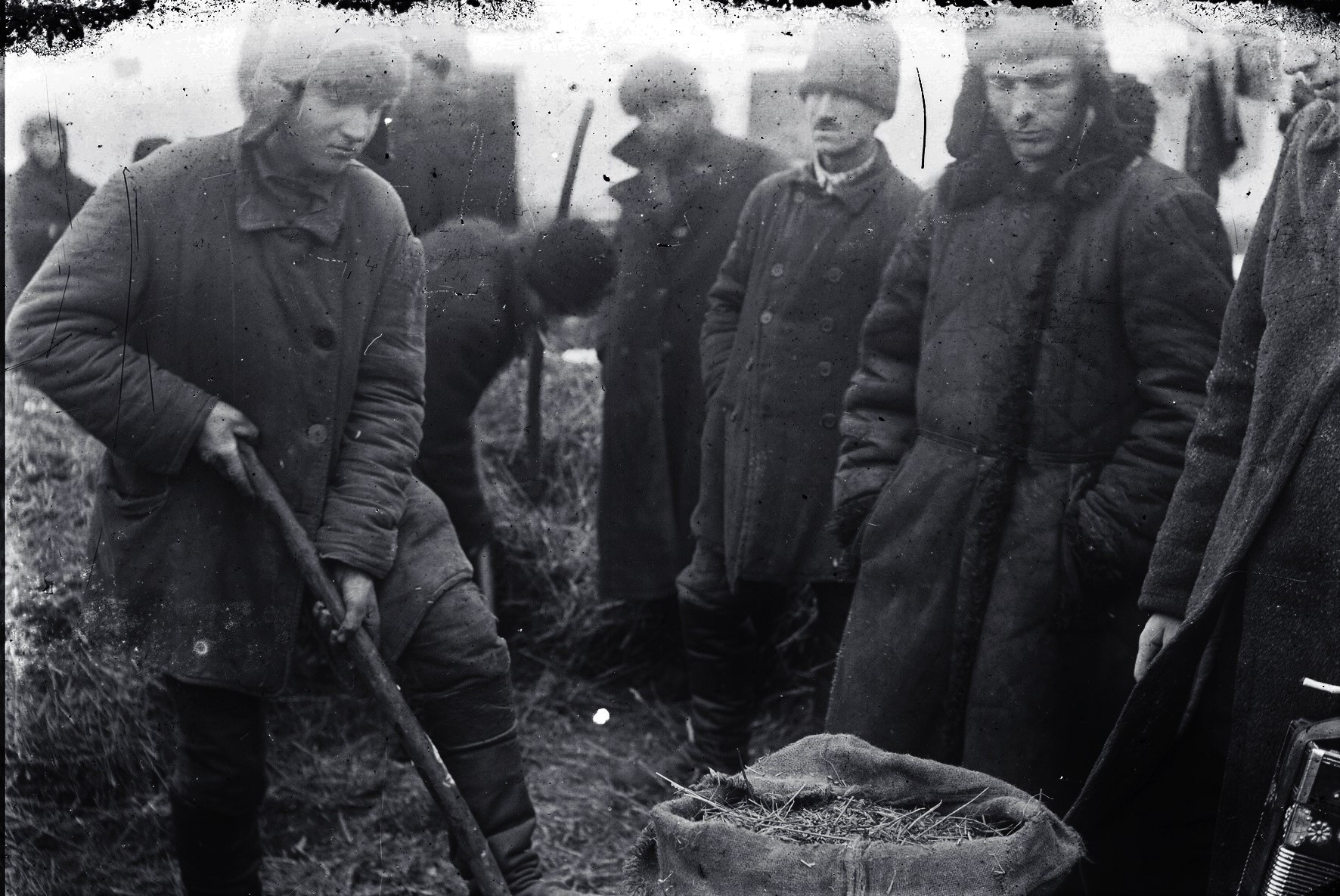
Понятые во дворе крестьянина при поиске хлеба в одном из сел Гришинского района Донецкой области.

Проводимая Сталиным политика индустриализации СССР требовала увеличения экспорта зерна для получения иностранной валюты, на которую закупалось промышленное оборудование. Для колхозов были установлены бо́льшие планы сдачи сельскохозяйственной продукции государству. От них требовалось выполнение планов обязательных поставок любой ценой. Резкое падение уровня жизни крестьян и массовый голод 1932-33 гг., по мнению историков, стали следствием этих хлебозаготовительных кампаний. В ходе коллективизации сельского хозяйства, проведённой в СССР в 1928—1932 годах, происходило подавление протестных выступлений крестьян и «ликвидация кулачества как класса» («раскулачивание») — насильственное лишение зажиточных крестьян, использующих наёмный труд, всех средств производства, земли и выселение их в пределах области (края, республики) или за их пределы, в зависимости от категории. Коллективизация явилась катастрофой для сельского хозяйства: по официальным данным, валовые сборы зерна снизились с 733,3 млн ц в 1928 г. до 696,7 млн ц в 1931-32. Урожайность зерна в 1932 году составляла 5,7 ц/га против 8,2 ц/га в 1913. Валовая сельскохозяйственная продукция составляла в 1928 году 124 % по сравнению с 1913 годом, в 1929—121 %, в 1930—117 %, в 1931—114 %, в 1932—107 %, в 1933—101 % Животноводческая продукция составляла в 1933 году 65 % уровня 1913 года. Но за счёт крестьян вырос на 20 % сбор товарного зерна, столь необходимого стране для индустриализации.

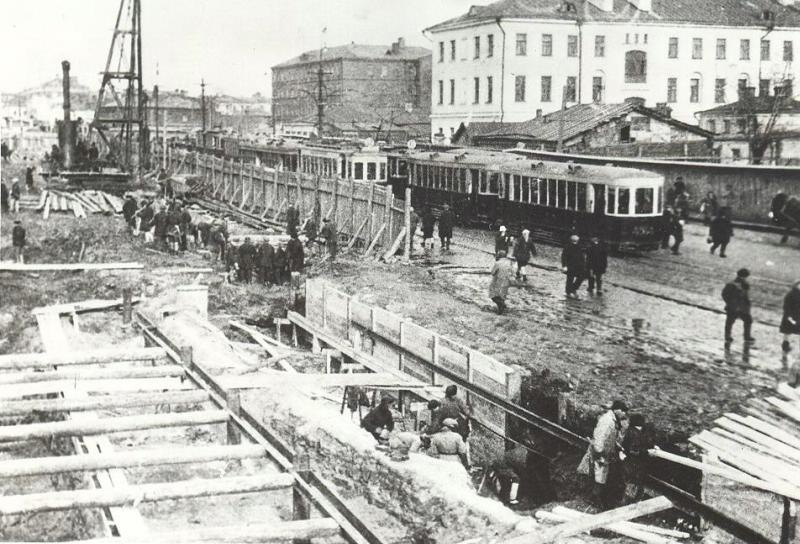
Строительство первой линии московского метро

Сталинские методы индустриализации, коллективизация в деревне, ликвидация частной торговой системы привели к значительному снижению фонда потребления и, как следствие, уровня жизни по всей стране. Бурный рост городского населения привёл к ухудшению жилищного положения; вновь прошла полоса «уплотнений», прибывших из деревни рабочих селили в бараках. К концу 1929 года карточная система была распространена почти на все продовольственные товары, а затем — и на промышленные. Однако даже по карточкам нельзя было получить необходимый паёк, и в 1931 году были введены дополнительные «ордера». Продукты невозможно было купить, не простояв в огромных очередях. Как свидетельствуют данные Смоленского партийного архива, в 1929 году в Смоленске рабочий получал 600 г хлеба в день, члены семьи — по 300, жиров — от 200 г до литра растительного масла в месяц, 1 килограмм сахара в месяц; рабочий получал в год 30-36 метров ситца. В дальнейшем положение (до 1935 года) только ухудшалось. ГПУ отмечало в рабочей среде острое недовольство. Одновременно открылись магазины Торгсина для советских граждан, которые могли купить продукты исключительно за золото, серебро и валюту. Именно Торгсин сыграл решающую роль в изъятии ценностей у граждан в голод 1932-33 годов.
В 1932 году в СССР была введена единая паспортная система и была создана паспортно-визовая служба (ПВС), вошедшая в структуру органов внутренних дел. ПВС был поручен «учёт населения городов, рабочих посёлков и новостроек, разгрузка этих мест от лиц, не занятых общественно-полезным трудом, а также очистка от укрывающихся кулацких, уголовных и иных антиобщественных элементов, в целях укрепления диктатуры пролетариата» (Постановление ВЦИК и СНК от 27.12.1932 «Об установлении единой паспортной системы по Союзу ССР и обязательной прописке паспортов»). Многим категориям горожан (например, дворянам, нэпманам) паспорта не выдавали, и они выселялись из крупных городов. Крестьяне, не имевшие паспорта и желавшие выехать в город для работы или учёбы, должны были написать заявление в сельсовете и председатель колхоза обязан был выдать им все необходимые документы для выезда в город. Но для постоянной жизни в городе им требовалась прописка. Одним из условий прописки могло быть подтверждённое наличие рабочего места (приоритет на трудоустройство был у городских жителей, но на тяжелые и вредные работы активно привлекались выходцы из деревни). К концу 1930-х годов население городов увеличилось до 1/3 общей численности населения СССР.

### Вторая (1933—1937) и третья пятилетка (1938—1942)
Карточки на хлеб, крупы и макароны были отменены с 1 января 1935 года, а на остальные (в том числе непродовольственные) товары с 1 января 1936. Это сопровождалось повышением зарплат в промышленном секторе и ещё большим повышением государственных пайковых цен на все виды товаров. Комментируя отмену карточек, Сталин произнёс ставшую впоследствии крылатой фразу: «Жить стало лучше, жить стало веселее». В целом, Сталин избегал ораторства, очень редко выступал публично, особенно по радио, в 1930-е годы он обращался к населению всего несколько раз: в 1936 году — 1 раз, в 1937 году — 2 раза, в 1938 году — 1, в 1939 году — 1, в 1940 году — ни одного, до 3 июля 1941 года — ни одного). Некоторые исследователи полагают, что это связано с его голосом, выговором, происхождением, образованием, личностью в целом и другими персональными данными. В дневнике советского учёного Владимира Вернадского за 12 декабря 1939 года имеется запись: «В радио впервые слышал голос Сталина. Удивительно, как при таких неблагоприятных [данных] голос и акцент, некультурный, и такой успех».
В целом уровень потребления на душу населения вырос на 22 % между 1928 и 1938 гг. Однако этот рост был наибольшим среди группы партийной и рабочей элиты и совершенно не коснулся подавляющего большинства сельского населения, или более половины населения страны.

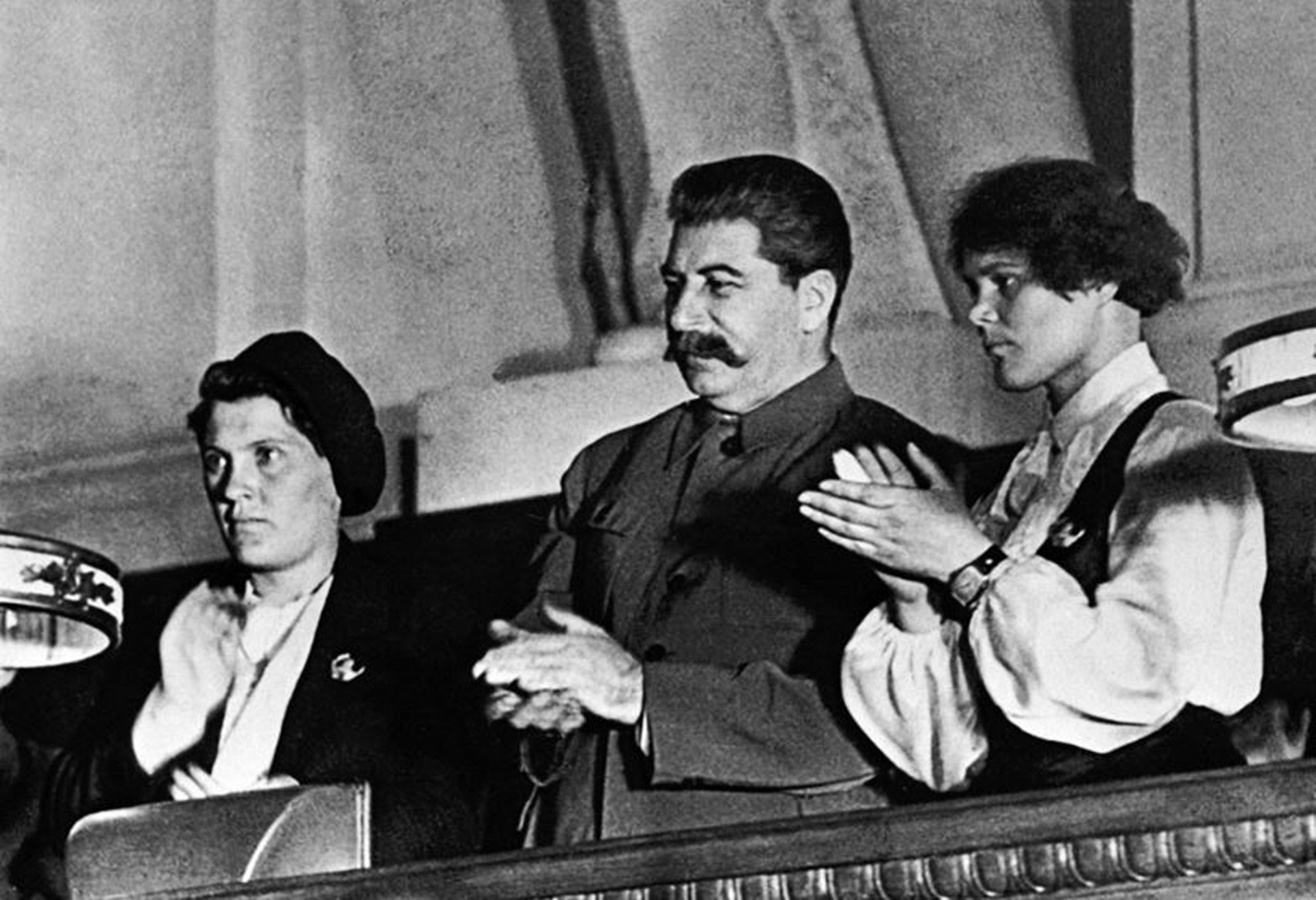
Генеральный секретарь ВКП(б) И. В. Сталин (в центре), знатная трактористка, организатор первой женской тракторной бригады в СССР Прасковья Ангелина (слева) и новатор сельскохозяйственного производства, колхозница-свекловод Мария Демченко (справа) в президиуме X съезда ВЛКСМ (11—21 апреля 1936 г.)

К концу 1930-х гг. положение в аграрном секторе стабилизировалось. Стало устойчиво расти сельскохозяйственное производство. Производительность труда в сельском хозяйстве выросла более чем в два раза — это произошло благодаря электрификации и механизации (так, в 1940 году в СССР работало 182 тысячи зерновых комбайнов). Рост производительности труда в сельском хозяйстве высвободил 18,5 млн человек, которые стали промышленными и строительными рабочими. Историк С. А. Нефёдов отмечает, что политика коллективизации во многом предопределила успех индустриального развития страны, а соответственно и победу СССР в Великой Отечественной войне. Вместе с тем существенного увеличения урожайности к концу 1930-х годов добиться не удалось, что обусловлено двумя основными причинами:
- экологический кризис, вызванный происходившими на протяжении предыдущего столетия чрезмерными распашками чернозёмов, что привело к нарушению водного баланса и усыханию степей (в 1936—1940 годах степную полосу трижды поражали катастрофические засухи);
- нежелание части крестьян работать в колхозах.

За 1928—1940 годы, по оценкам ЦРУ, среднегодовой рост валового национального продукта в СССР составил 6,1 %, что уступало Японии, было сравнимо с соответствующим показателем в Германии и было существенно выше роста в наиболее развитых капиталистических странах, переживавших «Великую депрессию». Согласно другим расчётам, среднегодовые темпы прироста ВВП в течение 1928—1940 гг. составили: 3—4 % по оценкам К. Кларка и А. Бергсона, около 4,6 % по расчётам В. А. Мельянцева, 5,9 % по данным М. Харрисона, 6,3 % по расчётам Р. Аллена. По расчётам МГУ имени М. В. Ломоносова, ВВП СССР в тот период рос по 14—15 % в год. Ссылаясь на доклад Н. Хрущёва на ХХ съезде КПСС, В.Роговин делает выводы, что в результате индустриализации по объёму промышленного производства СССР вышел на первое место в Европе и на второе — в мире, обогнав Великобританию, Германию, Францию и уступая лишь США. Доля СССР в мировом промышленном производстве достигла почти 10 %. Особенно резкий скачок был достигнут в развитии металлургии, энергетики, станкостроении, химической промышленности. Фактически возник целый ряд новых отраслей: алюминиевая, авиационная, автомобильная промышленность, производство подшипников, тракторо- и танкостроение. При новых предприятиях строились новые «соцгорода», первым из которых стал Магнитогорск. Одним из важнейших результатов индустриализации стало преодоление технической отсталости и утверждение экономической независимости СССР.
Вопрос о том, насколько достижения индустриализации способствовали победе в Великой Отечественной войне, остаётся предметом дискуссий. В советское время была принята точка зрения, что индустриализация и довоенное перевооружение сыграли решающую роль. Критики обращают внимание на то, что к началу зимы 1941 г. была оккупирована территория, на которой до войны проживало 42 % населения СССР, добывалось 63 % угля, выплавлялось 68 % чугуна и т. д. Как пишет В. Лельчук, «победу пришлось ковать не с помощью того мощного потенциала, который был создан в годы ускоренной индустриализации». Однако цифры говорят сами за себя. Несмотря на то что в 1943 г. СССР производил только 8,5 млн тонн стали (по сравнению с 18,3 млн тонн в 1940 г.), в то время как германская промышленность в этом году выплавляла более 35 млн тонн (включая захваченные в Европе металлургические заводы), несмотря на колоссальный урон от немецкого вторжения, промышленность СССР смогла произвести намного больше вооружения, чем германская. В 1942 г. СССР превзошёл Германию по выпуску танков в 3,9 раза, боевых самолётов в 1,9 раза, орудий всех видов в 3,1 раза. При этом быстро совершенствовалась организация и технология производства: в 1944 г. себестоимость всех видов военной продукции сократилась по сравнению с 1940 г. в два раза. Рекордного военного производства удалось достичь за счёт того, что вся новая промышленность имела двойное назначение. Промышленно-сырьевая база предусмотрительно размещалась за Уралом и Сибирью, в то время как на оккупированных территориях оказалась преимущественно дореволюционная промышленность. Немалую роль сыграла эвакуация промышленности в районы Урала, в Поволжье, Сибирь и Среднюю Азию. Только в течение первых трёх месяцев войны было перемещено 1360 крупных (в основном, военных) предприятий . Определённую роль в обеспечении промышленности и армии сырьём сыграли поставки по ленд-лизу. Так больше половины потребляемого алюминия для авиастроения и авиационного бензина, а также используемых локомотивов на железных дорогах были получены СССР из-за рубежа по этой программе. В общей сложности объёмы поставки по ленд-лизу составили около 4 % всей продукции, произведённой в СССР в годы войны.
26 июня 1940 года был издан Указ Президиума Верховного Совета СССР «О переходе на восьмичасовой рабочий день, на семидневную рабочую неделю и о запрещении самовольного ухода рабочих и служащих с предприятий и учреждений». Он предусматривал увеличение семичасового рабочего дня на час, введение семидневной рабочей недели вместо шестидневной (один выходной в неделю), а также запрет работникам увольняться без разрешения руководителя. За самовольный уход с работы предусматривалось лишение свободы на 2—4 месяца, прогулы без уважительной причины
(опоздания на работу более чем на 20 минут, позднее возвращение с обеда и уход со смены раньше срока приравнивались к прогулу) наказывались исправительными работами на срок до полугода с удержанием из заработной платы до 25 процентов.
Уже к 15 сентября 1940 года судами было осуждено за прогул — 755 440 человек, за самовольный уход с работы — 131 718 человек, за покровительство прогульщикам — 2949 человек. При этом о причинах прогулов и самовольного ухода с работы, в частности, говорилось:

Одной из причин прогулов на шахтах Шахтоуправления имени Ильича (Криворожский бассейн) являются неудовлетворительные бытовые условия рабочих. В общежитиях холод, рабочие недостаточно обеспечены водой, установлен даже лимит на воду.
На предприятиях «Майкопнефти» имеет место значительное количество самовольных уходов из-за отсутствия элементарных бытовых условий, в особенности для вновь завербованных рабочих. Так, на 3-м и 4-м промыслах треста «Хадыжнефть» общежития совершенно не приспособлены для жилья, нет стульев, столов, сушилок для одежды. В женских общежитиях на одной койке иногда спят по две работницы. До 7 декабря 1940 г. женские общежития не отапливались. При этом следует отметить, что при вербовке рабочей силы из колхозов вербовщики «Майкопнефти» обещали колхозникам условия, которые оказались невыполненными.

Запрет на увольнение работников по собственному желанию, а также уголовная ответственность за прогул были отменен лишь Указом Президиума Верховного Совета СССР от 25 апреля 1956 года.

### Политика в области образования, культуры и пропаганда (1928—1941)

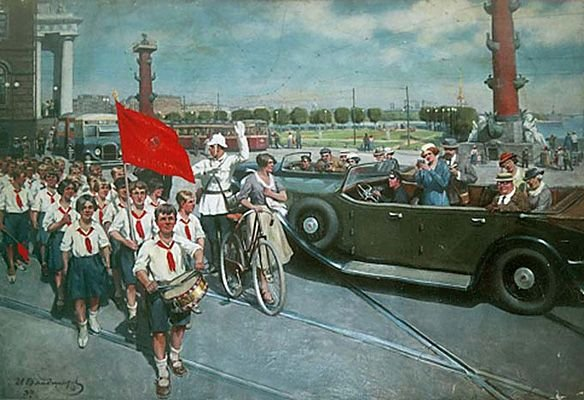
«Иностранцы в Ленинграде», картина художника И. А. Владимирова (1937)

В конце 1920-х — 1930-е годы в СССР активизировалась политика Культурной революции. С 1930 года было введено всеобщее бесплатное и обязательное начальное школьное образование. К концу 1930-х годов удалось достичь значительных успехов в борьбе с неграмотностью: согласно переписи 1939 года процент грамотного населения составил 87,4 %. Также активно развивалось среднетехническое и высшее образование — увеличивалось число обучавшихся в них (за 1928—1937 годы в вузах и техникумах страны было подготовлено около 2 млн специалистов), расширялась сеть научно-исследовательских институтов.
Постановление Политбюро ЦК ВКП (б) от 23 апреля 1932 года «О перестройке литературно-художественных организаций» обозначило новую эру во взаимоотношениях государства и писателей. Различные литературно-художественные объединения были распущены. Были созданы отраслевые творческие союзы (первым из которых стал Союз художников СССР), а в качестве единственно допустимого направления был провозглашён «социалистический реализм».
К середине 1930-х годов ярко проявилась роль пропагандистской машины в укреплении сталинского режима. Пропаганда создавала культ личности Сталина. Пропаганда могла делать из бедствия подвиг, как это случилось со спасением парохода «Челюскин» в 1934 году, когда все летчики, спасавшие челюскинцев, стали первыми Героями Советского Союза. Пропаганда максимально использовала интерес к перелёту экипажа Чкалова из Москвы на Дальний Восток в 1936 году, к перелёту экипажа Чкалова из Москвы через Северный полюс в США в 1937 году, к первой в мире советской дрейфующей полярной станции в 1937—38 годах. Пропаганда также превозносила трудовые подвиги таких «простых людей» как Алексей Стаханов или Паша Ангелина, которые купались в лучах славы .
В 1940 году вышло постановление СНК СССР «Об установлении платности обучения в старших классах средних школ и в высших учебных заведениях СССР и об изменении порядка назначений стипендий». Согласно этому постановлению, с 1 сентября 1940 года вводилось платное обучение в 8—10-х классах средних школ, в техникумах, педагогических училищах, сельскохозяйственных и других специальных средних заведениях, а также в высших учебных заведениях, которое было отменено в 1956 году. После постановления в среде студенчества появились различные настроения, появились вопросы, например: «А как же быть с Конституцией, которая гарантирует право на образование? Отменяется ли этим постановлением Конституция?» За несвоевременную оплату учёбы студенты и школьники отчислялись из учебных заведений. В годы Великой Отечественной войны плата за обучение не отменялась, лишь облегчалась отдельным категориям населения. Для учащихся 8—10-х классов средних школ, техникумов, педагогических училищ, сельскохозяйственных и других специальных средних заведений плата за обучение составляла от 150 до 200 рублей в год. Обучение в высших учебных заведениях стоило от 300 до 500 рублей в год. Плата за обучение составляла в 1940 году в среднем примерно 10 % от семейного бюджета (при одном работающем), в 1950 году и далее вплоть до отмены оплаты в 1956 году — около 5 %.

### Национальная политика СССР (1928—1941)

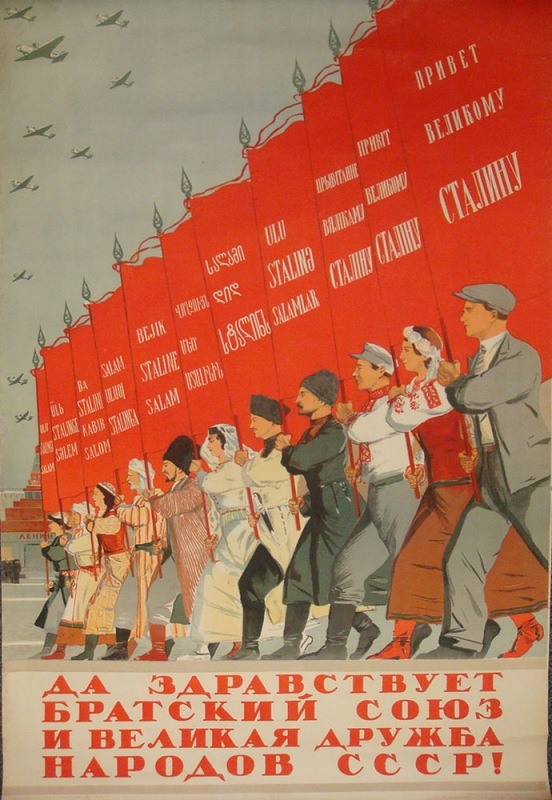

В 1929 году Таджикистан был выделен из состава Узбекской ССР и была образована Таджикская ССР. В 1932 году Каракалпакия была преобразована в Каракалпакскую АССР. В 1936 году Каракалпакию передали из состава Российской СФСР в состав Узбекской ССР, а Киргизия и Казахстан была выделены из состава РСФСР и преобразованы в Киргизскую ССР и Казахскую ССР. Также в 1936 году ЗСФСР была упразднена, а Азербайджанская, Армянская и Грузинская ССР вошли в состав СССР непосредственно, как самостоятельные союзные республики.
В 1930-е годы политика коренизации подверглась корректировке, частично была приостановлена. Был осуществлён перевод письменности национальных меньшинств с латиницы на кириллицу. 17 декабря 1937 года Политбюро ЦК ВКП(б) утвердило постановление «О ликвидации национальных районов и сельсоветов», в котором говорилось, что существование национальных районов и сельсоветов «не оправдывается национальным составом их населения», кроме того, специальная проверка выяснила, что «многие из этих районов были созданы врагами народа с вредительскими целями». В 1935-37 годах были осуществлены первые депортации народов.
В 1930-е годы выросла роль русского языка в общесоюзном пространстве, что было обусловлено необходимостью поддержания нормального функционирования государства, создания благоприятных
условий совместной деятельности представителей всех наций, развития экономики, образования, науки, искусства.

### Внешняя политика СССР (1928—1941)

#### Внешняя политика СССР (1928—1939)
В июле 1929 года китайские власти захватили КВЖД, которая совместно управлялась СССР и Китаем, и арестовали тысячи советских граждан. В ответ в октябре—ноябре 1929 года советские войска осуществили успешную военную операцию на китайской территории, после которой был подписан Хабаровский протокол о восстановлении на КВЖД и на советско-китайской границе положения, предусмотренного советско-китайским соглашением 1924 года.
В 1929 году СССР предпринял военную акцию в поддержку свергнутого короля Афганистана Амануллы-хана. В 1930 году была предпринята операция против баз басмачей на территории Афганистана.

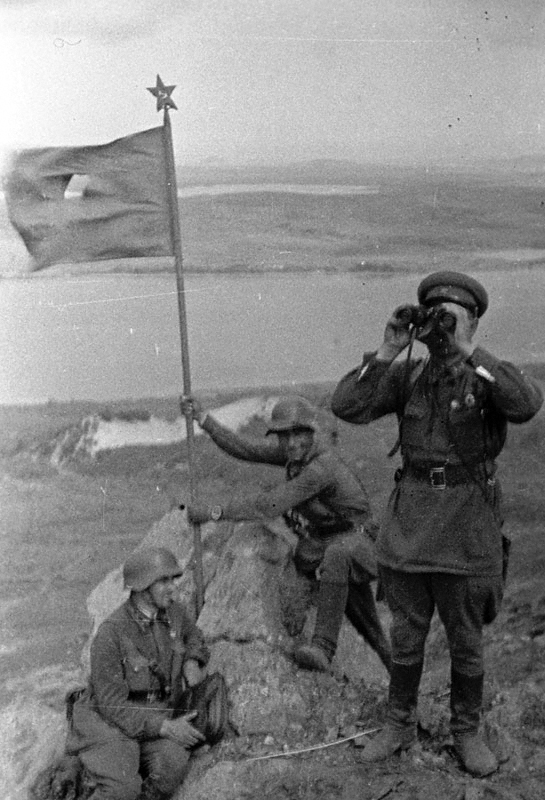
И. Н. Мошляк и красноармейцы устанавливают красный флаг на отбитой у японцев сопке Заозёрной в районе озера Хасан, август 1938

После начала мирового экономического кризиса в 1929 году СССР увеличил экспорт своих товаров, снизив их цену. Это вызвало обвинения СССР в демпинге и в июле 1930 года США запретили ввоз советских товаров. Затем ввоз советских товаров запретили Франция, Бельгия, Румыния, Югославия, Венгрия, Польша, Великобритания.
В ноябре 1933 года советские войска были введены на территорию Синьцзяна для поддержки правительства Шэна Шицая в борьбе с мусульманскими повстанцами. В 1937 году советские войска вновь помогли правительству Шэна Шицая подавить восстание мусульман.
После прихода Гитлера к власти в 1933 году Сталин резко изменил традиционную советскую политику: если раньше она была направлена на союз с Германией против версальской системы, а по линии Коминтерна — на борьбу с социал-демократами как главным врагом (теория «социал-фашизма» — личная установка Сталина), то теперь она заключалась в создании системы «коллективной безопасности» в составе СССР и бывших стран Антанты против Германии и союзе коммунистов со всеми левыми силами против фашизма (тактика «народного фронта»). Эта позиция первоначально не была последовательной: в 1935 году Сталин, встревоженный германо-польским сближением, тайно предлагает Гитлеру пакт о ненападении, но получает отказ. После этого политика «коллективной безопасности», отстаивавшаяся Литвиновым, оказывается безальтернативной. Впрочем, при этом Сталин требовал от дипломатов не давать никаких определённых обязательств партнерам. Однако Франция и Англия опасались СССР и надеялись «умиротворить» Гитлера, что проявилось в истории «мюнхенского сговора» и в дальнейшем в провале переговоров между СССР и Англией, Францией о военном сотрудничестве против Германии. Немедленно после Мюнхена, осенью 1938 года, Сталин делает намёки в сторону Германии на желательность улучшения взаимных отношений по торговой части. 1 октября 1938 года Польша в ультимативной форме потребовала от Чехословакии передать ей Тешинскую область, предмет территориальных споров между ней и Чехословакией в 1918—1920 гг. А в марте 1939 года Германия оккупировала оставшуюся от Чехословакии часть.
В 1936—1938 годах СССР оказал большую помощь оружием и добровольцами республиканскому правительству Народного фронта Испании, которое вело гражданскую войну с мятежниками, поддерживаемыми нацистской Германией и фашистской Италией.
В июле 1937 года началась японо-китайская война. Вскоре СССР начал оказывать помощь Китаю военной техникой и оружием, в Китай были посланы советские военные лётчики.
29 июля 1938 года японские войска вторглись на советскую территорию у озера Хасан, но советские войска в начале августа выбили их с советской территории. В мае 1939 года японские войска вторглись в Монголию в районе реки Халхин-Гол, но советско-монгольские силы в конце августа разгромили японскую группировку.

#### Внешняя политика СССР (1939—1940)

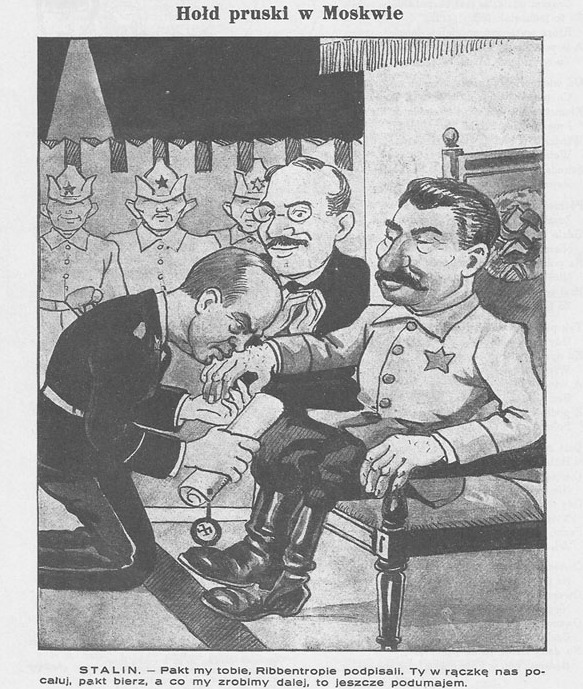
«Прусский вассалитет в Москве». Карикатура из польской газеты «Муха», 8 сентября 1939. Подпись: «Пакт мы тебе, Риббентроп, подписали. Ты ручку нам поцелуй, пакт возьми, а что мы будем дальше делать — это мы ещё подумаем»

Слева: раздел сфер интересов в Восточной Европе по Секретному доп. протоколу. Справа: фактические изменения территорий к 1941 году.
Оранжевым цветом изображены территории, отходящие и отошедшие к СССР, голубым — территории, отошедшие к Германскому рейху, фиолетовым — территории, оккупированные Германией (Варшавское генерал-губернаторство, Норвегия и протекторат Богемия и Моравия)

Перед началом Второй мировой войны международная ситуация резко обострилась из-за претензий Германии к Польше, Англия и Франция на этот раз проявили готовность вступить в войну с Германией, пытаясь привлечь к союзу и СССР. Летом 1939 года Сталин, поддерживая переговоры о союзе с Англией и Францией, параллельно начал переговоры с Германией. Как отмечают историки, намёки Сталина в сторону Германии усиливались по мере того, как портились отношения между Германией и Польшей, и укреплялись отношения между Британией и Польшей. Таким образом, политика Сталина носила не столько прогерманский, сколько антибританский и антипольский характер; Сталина категорически не устраивало старое статус-кво, в возможность же полной победы Германии и установления её гегемонии в Европе он (по его собственным словам) не верил.
10 марта 1939 года Сталин в докладе на XVIII съезде партии так обозначил цели советской внешней политики:
«1.Проводить и впредь политику мира и укрепления деловых связей со всеми странами.

2. …Не давать втянуть в конфликты нашу страну провокаторам войны, привыкшим загребать жар чужими руками.»

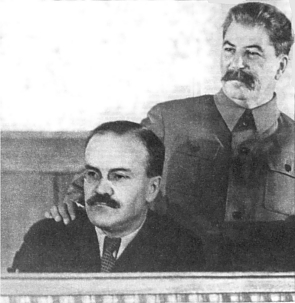
Молотов и Сталин

Это было отмечено немецким посольством как намёк на нежелание Москвы выступать в качестве союзников Великобритании и Франции. В мае с поста главы НКИД был смещён Литвинов — еврей и ярый сторонник курса «коллективной безопасности» — и заменен Молотовым. В руководстве Германии это было также расценено как благоприятный признак.
23 августа 1939 года между СССР и Германией был заключен договор о ненападении. К договору прилагался секретный дополнительный протокол о разграничении сфер обоюдных интересов в Восточной Европе на случай «территориально-политического переустройства».
В ночь на 17 сентября 1939 года СССР начал Польский поход во входившие в состав Польши Западную Украину и Западную Белоруссию (включая район Белостока), а также Виленский край, которые согласно секретному дополнительному протоколу были отнесены к сфере интересов СССР. 28 сентября 1939 г. СССР заключил с Германией Договор о дружбе и границах, которым была зафиксирована, примерно по «линии Керзона», «граница между обоюдными государственными интересами на территории бывшего Польского государства». В октябре 1939 г. Западная Украина вошла в состав УССР, Западная Белоруссия вошла в состав БССР, Виленский край был передан Литве.
В конце сентября — начале октября 1939 года с Эстонией, Латвией и Литвой, которые согласно секретному дополнительному протоколу к Договору о ненападении между Германией и Советским Союзом были отнесены к сфере интересов СССР, были заключены договоры, в соответствии с которыми на территориях этих государств были размещены советские военные базы.
5 октября 1939 года СССР предложил и Финляндии (которая согласно секретному дополнительному протоколу к Договору о ненападении между Германией и Советским Союзом была отнесена к сфере интересов СССР) рассмотреть возможность заключения с СССР пакта о взаимопомощи. Переговоры были начаты 11 октября, однако Финляндия отклонила предложения СССР как по пакту, так и по аренде и обмену территорий. 30 ноября 1939 года СССР начал войну с Финляндией, которая 12 марта 1940 года завершилась подписанием Московского мирного договора, зафиксировавшего ряд территориальных уступок со стороны Финляндии. Разгром Финляндии не был достигнут, а потери советских войск были слишком велики в сравнении с планами, предполагавшими лёгкую и быструю победу «малой кровью». Престиж Красной армии как сильного противника был изрядно подорван. Это произвело сильное впечатление в частности на военное руководство Германии и подтолкнуло Гитлера к форсированию планов подготовки войны против СССР.
В большинстве государств, также как и в СССР до войны, недооценивали финскую армию, а главное — мощность укреплений «линии Маннергейма», и считали, что она не может оказать серьёзного сопротивления. Поэтому «долгая возня» с Финляндией была логично воспринята мировым сообществом как показатель слабости и неподготовленности Красной армии к реалиям современной войны.

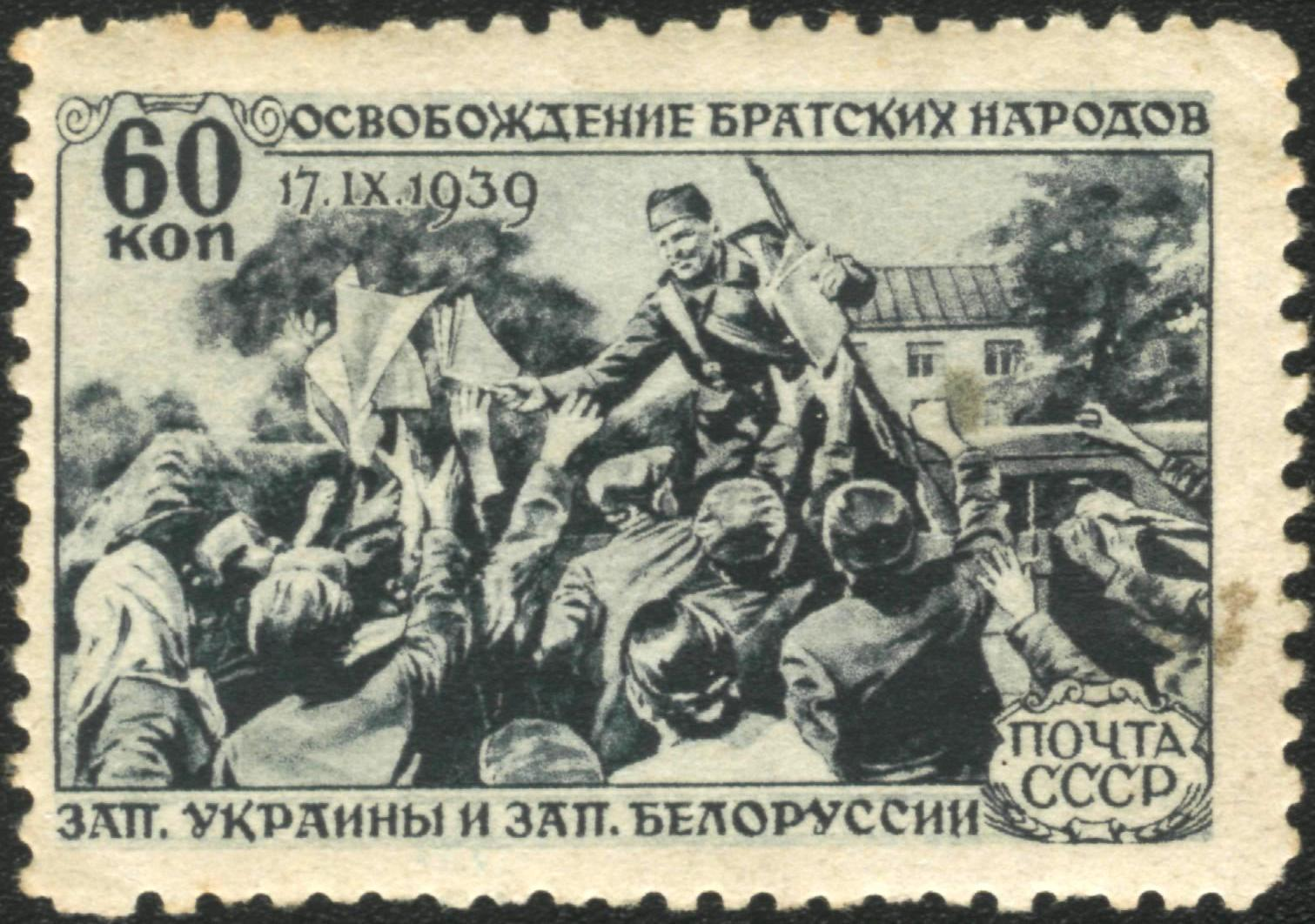
Марка СССР «Освобождение братских народов Зап. Украины и Зап. Белоруссии» (1940,)

14 июня 1940 г. советское правительство предъявило ультиматум Литве, а 16 июня — Латвии и Эстонии. В основных чертах смысл ультиматумов совпадал — от этих государств требовалось привести к власти дружественные СССР правительства и допустить на территорию этих стран дополнительные контингенты войск. Условия были приняты. 15 июня советские войска вошли в Литву, а 17 июня — в Эстонию и Латвию. Новые правительства сняли запреты на деятельность коммунистических партий и назначили внеочередные парламентские выборы. На выборах во всех трёх государствах победу одержали прокоммунистические Блоки (Союзы) трудового народа — единственные избирательные списки, допущенные к выборам. Вновь избранные парламенты уже 21—22 июля провозгласили создание Эстонской ССР, Латвийской ССР и Литовской ССР и приняли Декларации о вхождении в СССР. 3—6 августа 1940 г., в соответствии с решениями эти республики были включены в состав Советского Союза. После начала германской агрессии против СССР летом 1941 года недовольство жителей Прибалтики советским режимом стало причиной их вооружённых нападений на советские войска, что способствовало продвижению немцев к Ленинграду.
26 июня 1940 СССР потребовал от Румынии передачи ему Бессарабии и Северной Буковины. Румыния согласилась с этим ультиматумом и 28 июня 1940 года на территорию Бессарабии и Северной Буковины были введены советские войска (подробнее см. Присоединение Бессарабии к СССР). 2 августа 1940 года на VII сессии Верховного Совета СССР был принят Закон об образовании Молдавской Советской Социалистической Республики. Северная Буковина вошла в состав Украинской ССР.
В апреле 1941 года был заключён пакт о нейтралитете между СССР и Японией.
Советский Союз до своего открытого военного столкновения с Германией 22 июня 1941 года, вёл свои собственные захватнические войны, преследуя свои геополитические цели и интересы, играя на противоречиях двух противоборствующих коалиций (антигитлеровской коалиции и германской коалиции Стран «Оси»). В предвоенный период конца 1930-х годов между СССР и Германией были налажены активные экономические взаимоотношения и торговля. Пытаясь разграничить сферы влияния с Германией и её союзниками, СССР чуть было не оказался в германской коалиции пакта четырёх держав — тем более, что ранее практически как союзники, РККА вместе с Вермахтом уже участвовала в разгроме и захвате Польши. Однако непомерные (по мнению Гитлера) геополитические аппетиты Сталина в итоге не позволили ему присоединиться к пакту четырёх держав и привели к войне германской коалиции государств против СССР, на стороне находившегося практически в полной международной изоляции СССР выступили только марионеточные просоветские режимы Монголии и Тувы (последняя в итоге вошла в состав СССР в 1944 году). И только нежелание распространения германского геополитического влияния на всю Европу и Евразию подтолкнули страны антигитлеровской коалиции рассмотреть СССР (волею обстоятельств оказавшегося противником германской экспансии) в качестве естественного союзника в борьбе с Германией, что и побудило Англию и США начать оказывать всевозможную военную помощь СССР в войне против Германии, а Советский Союз также оказался среди стран антигитлеровской коалиции, в итоге сыграв решающую роль в её победе.

## СССР в Великую Отечественную войну (1941—1945)

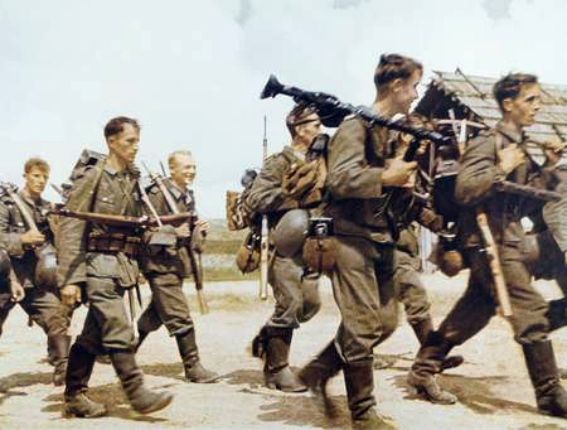
Немецкие пехотинцы в СССР, 1941

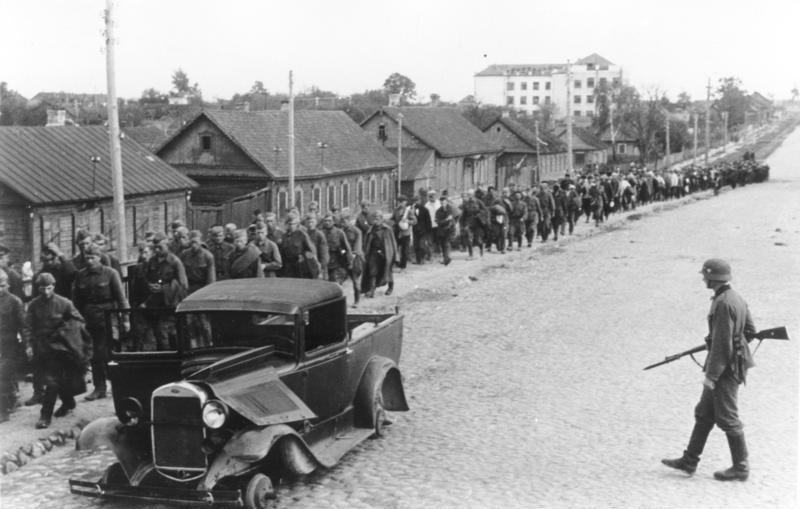
Колонна пленных красноармейцев в оккупированном немцами Минске, 1941

22 июня 1941 года нацистская Германия совместно со своими европейскими союзниками Стран «Оси» осуществила нападение на Советский Союз, начав самый кровопролитный конфликт в истории человечества, в советской и российской историографии именуемый как Великая Отечественная война.
Военно-политическое руководство нацистской Германии, рассчитывая на стратегию молниеносной войны («блицкриг»), намеревалось ликвидировать советское государство, завладеть его богатствами, и «германизировать» территорию страны вплоть до Урала. Для советского народа Великая Отечественная война стала справедливой войной за свободу и независимость своей Родины.
В тот же день, 22 июня 1941, указом Президиума Верховного Совета СССР в ряде отдельных местностей были объявлены военное положение и общая мобилизация, ставшая первой за последние 27 лет с момента вступления Российской империи в Первую мировую войну. Германская армия, хотя и уступала советской по количеству техники, но превосходила её по количеству живой силы, будучи полностью мобилизована к началу войны, и смогла достичь значительного преимущества на направлениях своих главных ударов. Из-за этого погиб советский Западный фронт, окружённый двумя из четырёх немецких танковых групп. Второй стратегический эшелон советских армий на 2 месяца задержал противника под Смоленском, после чего 3-я и 2-я немецкие танковые группы были переведены соответственно на ленинградское и киевское направления. Штурм Ленинграда войсками вермахта провалился, а в районе Киева попал в окружение советский Юго-Западный фронт. Но наступление на Москву тем самым было отсрочено почти на месяц, и до осенней распутицы немцы не успели достичь решающих успехов. 20 октября в Москве было введено осадное положение, начались эвакуация и минирование объектов городской инфраструктуры. Тем не менее, в декабре 1941 года Красной армии удалось отстоять Москву, проведя контрнаступление силами переброшенных с Дальнего Востока дивизий. Это стало возможным после полученных данных разведки, что Япония не нападёт на СССР до падения Москвы.
В декабре 1941 года Советскому Союзу удалось остановить спад в промышленности, произошедший из-за германской оккупации ряда территорий, а с марта 1942 года темпы советской промышленности начали расти — тем самым закладывались экономические предпосылки будущего коренного перелома в войне. В немалой степени этому способствовало наличие в районах, недоступных для врага, развитой промышленности, а также проведённые операции по перебазированию и эвакуации производственных сил и промышленных предприятий СССР с запада на восток.
В течение всей войны СССР и Германия вели истребительную тотальную войну в отношении друг друга. По мере разрастания бедствий и разрушений, благодаря усилиям советской пропаганды отношение к немцам в советском обществе перешло в гнев и ненависть, а слово «немец» на многие годы стало синонимом врага. Среди немцев презрительное отношение к русским, подогреваемое нацистской идеологической пропагандой, выливалось в крайнюю жестокость, в том числе по отношению к мирному населению. В самой Германии не утихала официальная пропаганда, которой подпитывался образ русского народа как варвара.

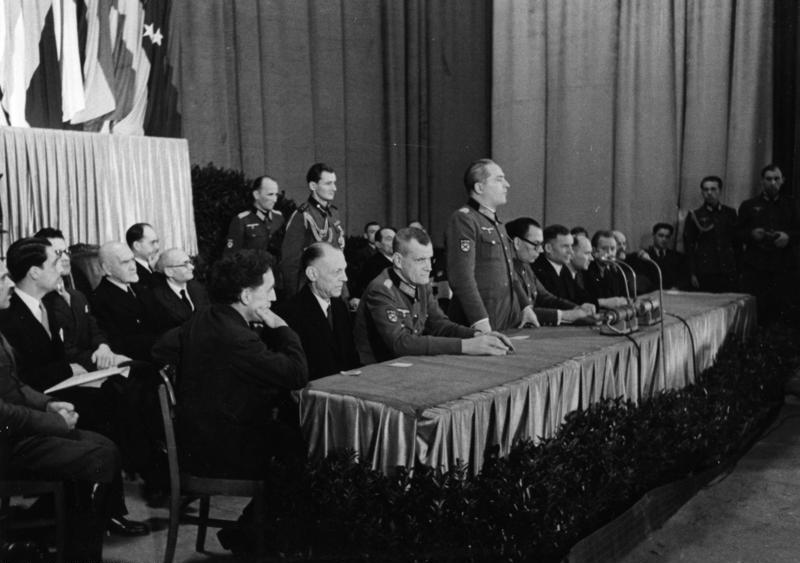
Заседание Комитета освобождения народов России под председательством А. А. Власова, Берлин, ноябрь 1944

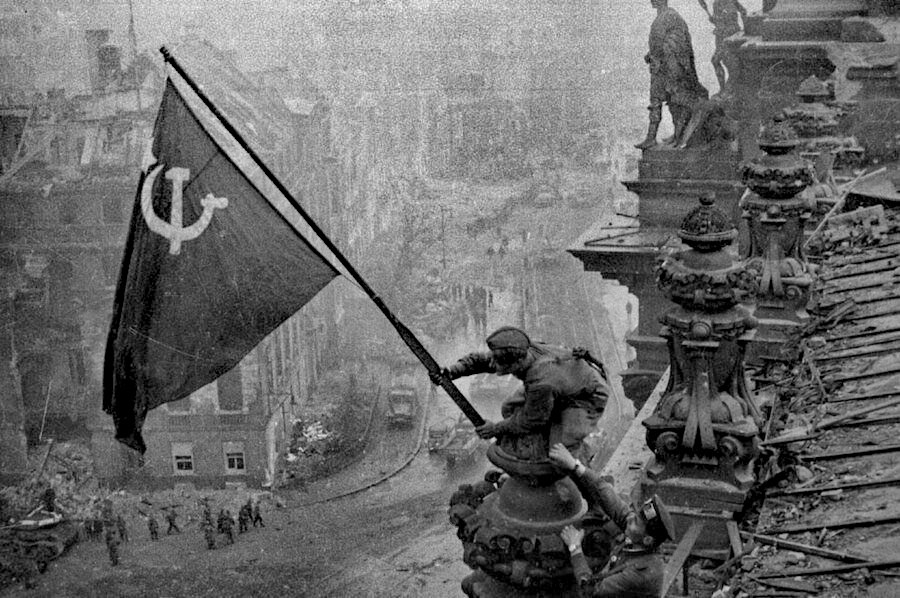
Постановочная фотография из серии «Знамя Победы над рейхстагом» (Е. А. Халдей), Берлин, май 1945

Генерал-фельдмаршал Вильгельм Кейтель подписывает акт о капитуляции германского Вермахта в штабе 5-й ударной армии в Карлсхорсте, Берлин,
8 мая 1945

При этом имел место коллаборационизм советских граждан с германскими оккупационными властями. Сотрудничество граждан СССР с оккупантами развивалось в различных формах: военной, политической, хозяйственной, административной. Причины, толкнувшие людей на этот шаг, имели сложный и неоднозначный характер, были порождены разными обстоятельствами бытового, психологического, мировоззренческого, иногда религиозного порядка. Часть населения сотрудничала с нацистским режимом вынужденно, из-за «страха перед жестокостью оккупантов, стремления защитить свои семьи, спастись от тяжелейших условий плена». Но среди коллаборационистов имелась и значительная прослойка антисоветски настроенных граждан, которые добросовестно и преданно служили немецким оккупационным властям. Жестокий тоталитарный сталинский режим, коллективизация, раскулачивание и расказачивание, насильственные депортации и переселения целых народов, голодные катастрофы, сталинские репрессии и повсеместный террор, утрата национальной независимости прибалтийскими государствами и другие следствия преобразований большевиков, вызывали недовольство значительной части населения, явление носило настолько массовый характер, что по сути в 1941—1945 гг. в рамках Второй мировой и Великой Отечественной, в СССР разгорелся второй этап гражданской войны, когда миллионы граждан страны вновь оказались по разные стороны баррикад с оружием в руках друг против друга. Всё это активно использовала немецкая пропаганда — под предлогом освобождения порабощённых народов СССР проводилась политика демонизации советского государства. Немаловажным фактором была и продолжающаяся антисоветская деятельность белогвардейской эмиграции — в особенности той её части, которая заняла «непримиримую позицию», а с началом Великой Отечественной войны встала на позицию «пораженчества» по отношению к существующему режиму в СССР.:20
В течение лета 1942 года, после поражения Красной армии под Харьковом, немецкие войска заняли Нижний и Средний Дон, значительную часть Северного Кавказа и уже 17 июля 1942 года вплотную приблизились к Сталинграду, где развернулась Сталинградская битва. 19 ноября 1942 года советские войска перешли в контрнаступление и окружили войска противника. 2 февраля 1943 года крупная группировка немецких войск под Сталинградом капитулировала.
Решающими событиями летне-осенней кампании 1943 года были Курская битва и битва за Днепр. В ходе Курской битвы Вермахт провёл последнюю стратегическую наступательную операцию на Восточном фронте, пытаясь перехватить военную инициативу. Однако попытка срезать курский выступ и окружить советские войска потерпела неудачу, и в ходе советского контрнаступления немецкие войска были вынуждены отступать. Красной армии удалось освободить Орёл, Белгород и Харьков. В ходе дальнейшего наступления Красной армии удалось нанести поражения немецким войскам и освободить территории к востоку от Днепра, а после высадки на западный берег — в начале ноября — освободить Киев.
В ходе кампании 1944 года, Красная армия нанесла немецким войскам ряд крупных поражений, полностью освободив территорию СССР и перенеся боевые действия на территорию европейских стран. В итоге, в ходе тяжёлой кровопролитной войны Советский Союз в составе антигитлеровской коалиции изгнал захватчиков со своей территории и освободил от германской оккупации страны Центральной и Восточной Европы. Война в Европе завершилась в мае 1945 года победой стран антигитлеровской коалиции и капитуляцией вооружённых сил Германии 9 мая 1945 года. Этот день в России празднуется как День Победы.
По результатам войны к СССР была присоединена часть Восточной Пруссии с городом Кёнигсберг — ныне Калининградская область, и Закарпатье. В августе 1945 года Красная армия разгромила в Маньчжурии Квантунскую армию Японии, союзницы Германии. 2 сентября 1945 года Япония капитулировала, и по итогам войны СССР возвратил потерянный в русско-японской войне 1904—1905 годов Южный Сахалин и присоединил Курильские острова.
Достоверные данные о потерях СССР во Второй мировой войне замалчивались, а официально озвученные — постоянно менялись в разные годы. Согласно рассекреченным данным Госплана СССР, потери Советского Союза во Второй мировой войне составляют 41 миллион 979 тысяч, а не 27 миллионов, как считалось ранее. По оценке кандидата военных наук, профессора Академии военных наук генерал-полковника Г. Ф. Кривошеева, общие демографические потери СССР (включающие погибшее мирное население на оккупированной территории и повышенную смертность на остальной территории СССР от невзгод войны) — 26,6 млн человек. Однако, по мнению профессора международной политической экономии в Вулверхэмптонского университета М. Хейнса, число полученное группой Г. Ф. Кривошеева, задаёт лишь нижний предел всех потерь СССР в войне. Реальное общее число потерь СССР в результате войны, где причиной смерти стали военные насилия, недоедания, болезни или репрессии, колеблется где-то между 26,6 и 42,7 млн человек. Прямой материальный ущерб достиг почти трети всего национального богатства страны.

## СССР в 1945—1953 годы

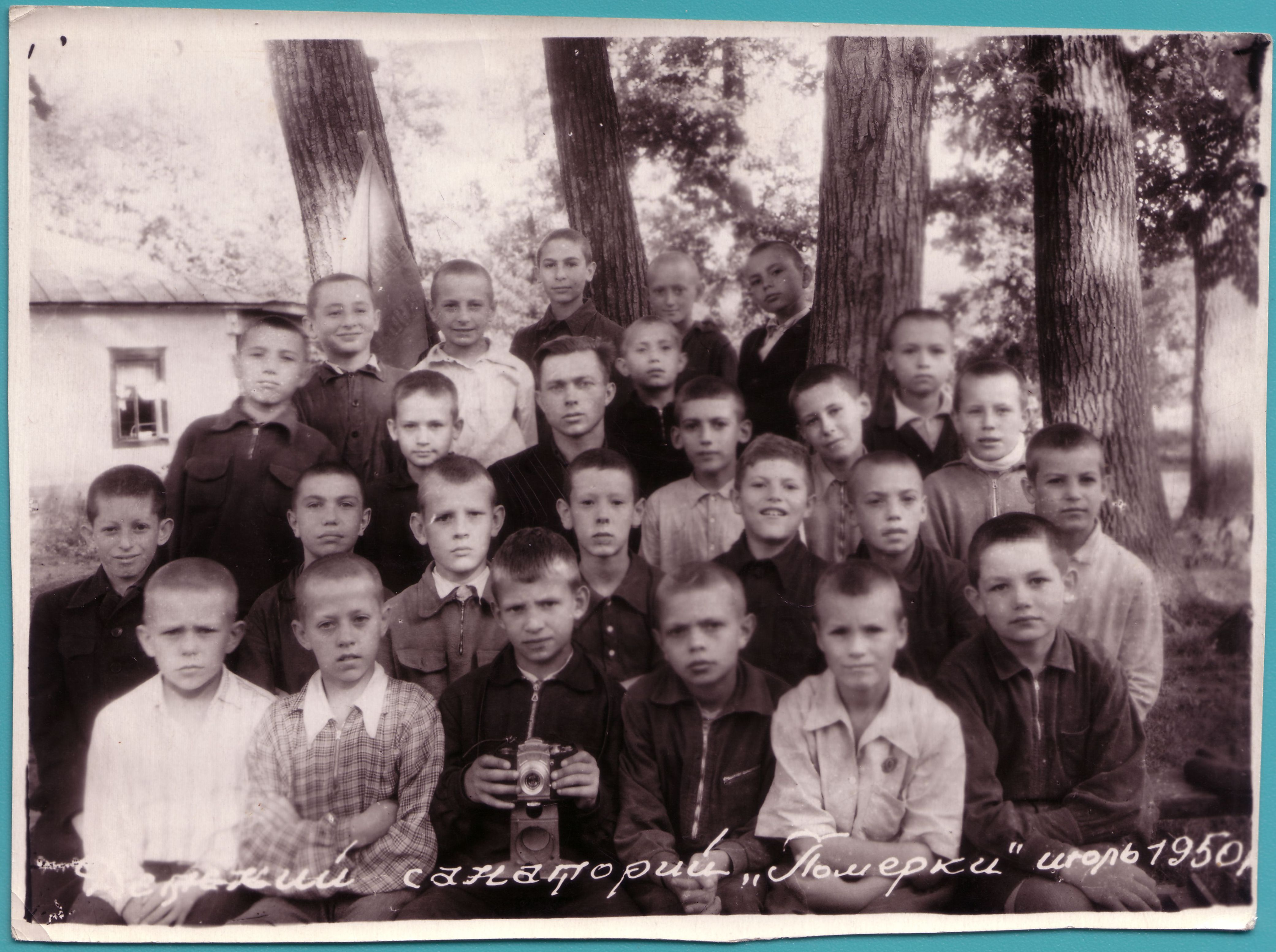
Десятилетние советские дети, пережившие войну. Харьков, 1950

### Внутренняя и внешняя политика СССР
Вскоре после окончания войны были проведены репрессии среди высшего командного состава Вооружённых сил СССР. Так, в 1946—1948 годах по т. н. «трофейному делу» был арестован и предан суду целый ряд крупных военачальников из ближайшего окружения Маршала Советского Союза Г. К. Жукова, среди которых — Главный маршал авиации А. А. Новиков, генерал-лейтенант К. Ф. Телегин.
Идеологический раскол между коммунистической доктриной, которой руководствовался СССР, и демократическими принципами, которыми руководствовались «буржуазные» страны, забытый на время войны против общего врага, неизбежно вышел на первый план в международных отношениях. В освобождённых Советской Армией государствах восточной Европы при открытой поддержке Сталина к власти пришли просоветски ориентированные коммунистические силы, позже вошедшие в экономический и военный союз с СССР в его противостоянии с США и блоком НАТО. Послевоенные противоречия между СССР и США на Дальнем Востоке привели к Корейской войне, в которой приняли прямое участие советские лётчики и зенитчики.
Поражение Германии и её сателлитов в войне коренным образом изменило соотношение сил в мире. СССР превратился в одну из ведущих мировых держав, без которой, по словам В. М. Молотова, не должен был теперь решаться ни один вопрос международной жизни. Однако за годы войны выросло ещё больше и могущество США. Их валовой национальный продукт поднялся на 65%, а экономические и людские потери были минимальны. Превратившись за годы войны в международного кредитора, США получили возможность расширить своё экономическое и политическое влияние на другие страны и народы. Всё это вело к тому, что вместо сотрудничества в советско-американских отношениях наступало время взаимной конкуренции и противостояния. Советский Союз не могла не беспокоить ядерная монополия США в первые послевоенные годы. Америка же видела угрозу своей безопасности в росте влияния СССР в мире. Всё это и привело к началу «холодной войны». К 1949 году атомная бомба появилась и у СССР.
В конце 1940-х в СССР усилилась патриотическая пропаганда, которая сопровождалась новыми репрессиями в ходе кампании по «борьбе с космополитизмом». Органы госбезопасности жёсткими мерами подавили националистические движения, активно проявлявшиеся на территории Прибалтики, Западной Украины («лесные братья», Украинская повстанческая армия).
Целые научные направления, такие, как генетика и кибернетика, были объявлены буржуазными и запрещены, в этих областях СССР уже по прошествии десятилетий так и не смог выйти на мировой уровень.. По мнению историков, многие учёные, например, академик Николай Вавилов и другие были репрессированы при прямом участии Сталина. Идеологические нападки на кибернетику также могли отразиться на развитии тесно связанной с ней области информатики, однако сопротивление догматиков в итоге было преодолено благодаря позиции военных и членов АН СССР. Первая советская ЭВМ М-1 была построена в мае-августе 1948 года, однако ЭВМ продолжали создаваться и далее, несмотря на гонения на кибернетику. Полностью была разгромлена российская генетическая школа, считавшаяся одной из лучших в мире. При Сталине государственной поддержкой пользовались направления, подвергнутые резкому осуждению в послесталинский период (в частности, т. н. «лысенковщина» в биологии).

### Социально-экономическое развитие СССР
Промышленное производство СССР на довоенный уровень вышло в 1948 году, сельское хозяйство — в 1950 году. В 1950 году СССР по объёму ВВП вышел на второе место в мире, после США. По мнению Григория Ханина, сталинская экономика 1940-х — 1950-х годов была эффективна, способствовала быстрому экономическому росту, который стал обеспечиваться преимущественно интенсивными факторами (за счёт роста производительности труда, рационализаторства, внедрения в производство достижений науки и техники), что даёт основания говорить о «советском экономическом чуде».
Значительные ресурсы шли на развитие военных отраслей экономики. 29 августа 1949 года прошло успешное испытание первой советской атомной бомбы.
| Название товара   | Кол-во | 1946 (январь-август) | 1946 (январь-август) | 1946 (январь-август) | 1947   |
| Название товара   | Кол-во | Пайковые             | Коммерческие         | Колх. рынок          | Единые |
| ----------------- | ------ | -------------------- | -------------------- | -------------------- | ------ |
| Мясо (говядина)   | 1 кг   | 12,00                | 120,00               | 80,00                | 30,00  |
| Сахар рафинад     | 1 кг   | 6,00                 | -                    | -                    | 15,00  |
| Хлеб ржаной       | 1 кг   | 0,75-1,15            | 8,00-10,00           | 13,00                | 3,00   |
| Масло сливочное   | 1 кг   | 26,00                | -                    | 150,00-170,00        | 64,00  |
| Макароны (1 сорт) | 1 кг   | 10,00                | -                    | -                    | 10,00  |

После войны и голода 1946—1947 гг., в 1947 г. карточная система была отменена, хотя многие товары оставались дефицитом. Летом 1946 года имелась существенная разница между пайковыми и коммерческими ценами, которая составляла соотношение 1:8. Осенью 1946 года в рамках подготовки к отмене карточной системы было принято решение провести сближение пайковых и коммерческих цен. Осенью 1946 г. пайковые цены были повышены в 3 раза, а на хлеб даже в 3,8 раза. Фактическое снижение коммерческих цен было не значительным и составляло 30-40 %, не компенсируя ощутимого повышения пайковых цен. В результате проведенных ценовых изменений соотношение пайковых и коммерческих цен составило 1:2,5. В декабре 1947 года была проведена денежная реформа, имевшая конфискационный характер (аналогичный характер имели денежные реформы в странах Европы в 1944—1948 годах) и ликвидировавшая последствия войны в денежном обращении. Одновременно с реформой произошло первое в послевоенный период снижение розничных цен на товары массового потребления. Затем в 1948—1954 годах цены продолжали ежегодно снижаться. Снижения цен несколько улучшили уровень жизни советских людей. Снижения цен мало затрагивали товары первой необходимости, по сниженным ценам товары в коммерческих магазинах для многих оставались всё ещё недоступными. Направленность сталинской политики снижений цен имела в первую очередь идеологических характер, в меньшей степени — экономический. Если в 1948 г. реальные зарплаты в среднем были на 20 % ниже довоенного уровня, то в 1952 г. они уже превышали довоенный уровень на 25 % и почти вышли на уровень 1928 г. Однако среди крестьянства реальные доходы даже в 1952 г. оставались на 40 % ниже уровня 1928 г.

Советская пропаганда заявляла о росте социалистической экономики на фоне «кризиса в капиталистических странах»

По мнению ряда экономистов (Г. И. Ханин, В. И. Корняков и другие), ежегодные снижения розничных и оптовых цен становились возможными благодаря росту производительности труда и снижению себестоимости производимой продукции. По мнению же Олега Хлевнюка, снижение цен было обусловлено 4 факторами:
1. у людей не было денег, и это позволяло государству снижать цены, не давила денежная масса на рынок;
2. одновременно были очень резко повышены налоги;
3. практиковались фактически принудительные займы, которые как минимум равнялись одной месячной зарплате.
4. в магазинах отсутствовали товары. Обеспечивалась только Москва и крупные города. 40 % всего мяса шло на эти города. Само снижение цен сопровождалось множеством писем простых граждан такого содержания: «Конечно, товарищ Сталин, большое вам спасибо, что вы снизили цены, но нас это никак не греет, потому что мы все равно ничего купить не можем — у нас-то ничего нет»[101]. Согласно О.Хлевнюку, крестьяне при Сталине практически не ели мяса, а обувь могли купить раз в 3 года[101]. Так, по секретным сводкам цифры ЦСУ, которые готовились для руководства страны, в том числе и для Сталина, средний советский человек мог себе позволить в день съесть полкило хлеба, полкило картофеля, 400 граммов молока, 40 граммов мяса и одну или две ложки сахара[101], причём больше ничего в рацион не входило[101]. Крестьянство же питалось ещё хуже[101]. Д.и.н. Олег Будницкий отмечает, что в материальном, физиологическом смысле, жизнь в Советском Союзе, при Сталине, была ужасна[102], люди постоянно недоедали[102]. Деревня находилась кризисе[103]. На момент смерти Сталина, 60 % населения страны составляли крестьяне, которые существовали на грани нищенства, так как работали на государство бесплатно, были привязаны, поскольку не имели паспортов и жили только за счёт того, что вели приусадебное хозяйство с которого платили огромные налоги[103]. Самый яркий пример — это ситуация с мясом. Так, в 1952 году, накануне смерти Сталина, мяса производилось меньше, чем в 1928 году, несмотря на то, что население выросло весьма существенно[103].

При этом зарплаты росли более медленными темпами, что вызывало сильное и вполне обоснованное возмущение трудящихся. Для балансировки бюджета, терявшего часть доходов, во многих учреждениях пошли на сокращение штатов. В 1947—1948 годах были существенно сокращены штаты сотрудников предприятий республиканского и местного подчинения. Эта кадровая политика для экономии государственных средств была реализована за счет уменьшения численности административного и подсобного персонала и, в меньшей степени, за счет сокращения руководящих должностей. Она дополнительно способствовала решению кадровой проблемы в промышленности, где ещё сохранялась нехватка рабочих рук. В 1948 году правительство также приняло ряд постановлений о увеличений тарифов за коммунально-бытовые услуги, почтовые услуги и услуги связи, транспортных тарифов, платы за содержание детей в детских садах. За счёт этого расходы горожан на услуги возросли на 40—60 %. В 1948 г. проводимая правительством политика «экономии» вызвала сокращение доходов населения (значительно сокращены премиальные выплаты (на 25—50 %), частично сокращены компенсирующие доплаты (стипендии, пенсии и пр.), повышены норм выработки и сокращены сдельные расценки оплаты труда). С января 1948 года были значительно повышены оклады номенклатурных работников и выплачивалось дополнительно «временное денежное довольствие» в размере до 3 окладов в месяц, с которых не взимались налоги и взносы. Этот порядок действовал для номенклатуры вплоть до 1956 года. Снижение цен 1948 года в реальности имело весьма отдаленное отношение к повышению уровня жизни граждан, так как снижение цен затронуло только дорогостоящие промышленные товары, водку и ликероводочные изделия. Весь комплекс социально-экономических мероприятий в 1946—1947 годах был направлен в целом на решение государственных, а не социальных проблем. Последующее наиболее масштабное снижение цен в 1950 году значительно повысило покупательскую способность населения и несомненно несколько улучшило уровень жизни граждан. Стоимость продовольственной корзины по сравнению с уровнем 1947 г. снизилась вдвое. Несмотря на это розничные цены и в начале 1950-х годов оставались выше уровня 1940 года на 38 %. Распространённый в прессе того времени тезис о «чистом ущербе», понесенном государством в результате снижения цен являлся не более чем популистским ходом — государство получило значительный доход и от денежной реформы и от социально-экономической политики того времени в целом. Мобилизационная экономическая модель сталинского периода конца 1940-х начала 1950-х годов делала ставку на повышение благосостояния только опоры режима (передовиков производства, бюрократии, научной и творческой интеллигенция). Лишь смена политической конъюнктуры в середине 1950-х годов привела к изменению социально-экономического курса страны на повышение материального благосостояния всего населения.
Средний уровень жизни населения в удалённых от крупных городов и специализировавшихся на растениеводстве регионах, то есть большинства населения страны, до начала войны так и не вышел на показатели 1929 года. В год смерти Сталина средняя калорийность суточной диеты сельскохозяйственного работника была на 17 % ниже уровня 1928 года. Дореволюционный уровень питания населения в калориях был вновь достигнут только в конце 50-х — начале 60-х годов.
Несмотря на стремительную урбанизацию начиная с 1928 г., к концу жизни Сталина большинство населения по-прежнему проживало в сельской местности, удалённой от крупных промышленных центров. С другой стороны, одним из результатов индустриализации стало формирование партийной и рабочей элиты. С учётом этих обстоятельств, изменение жизненного уровня на протяжении 1928—1952 гг. характеризуется следующими особенностями (подробнее см. ниже):
- Средний уровень жизни по стране претерпел значительные колебания (в особенности связанные с первой пятилеткой и войной), однако в 1938 г. и в 1952 г. он был выше или почти таким же, что и в 1928 г.
- Наибольший рост уровня жизни был среди партийной и рабочей элиты.
- Уровень жизни подавляющего большинства сельских жителей (и таким образом, большинства населения страны) по различным оценкам не улучшился или значительно ухудшился.

Средний уровень жизни населения в сельской местности до самой смерти Сталина не вышел на показатели 1929 года.
20 октября 1948 года было принято постановление Совета Министров СССР и ЦК ВКП(б) № 3960 «О плане полезащитных лесонасаждений, внедрения травопольных севооборотов, строительства прудов и водоёмов для обеспечения высоких устойчивых урожаев в степных и лесостепных районах Европейской части СССР», которое вошло в историю как Сталинский план преобразования природы. Цель плана — повышение урожайности, предотвращение засух, песчаных и пыльных бурь. В конце 1940-х — начале 1950-х годов в ходе реализации плана было посажено свыше 5,3 тысяч км крупных государственных лесополос, около 4 тыс. водохранилищ.

## Репрессии и террор в СССР в 1922—1953 годы

### Политические репрессии в СССР до 1927 года
После окончания Красного террора периода Гражданской войны политические репрессии в Советской России и, позднее, в СССР продолжились. Как стало известно впоследствии, в 1920-х годах ряд дел о политических преступлениях был в действительности построен на фальсифицированных обвинениях («Дело лицеистов», «Дело фокстротистов», Шахтинское дело). В сентябре-ноябре 1922 года большая группа интеллигенции была выслана из РСФСР на так называемом философском пароходе.

### Политические репрессии в СССР в 1928—1953 годах
После начала принудительной коллективизации сельского хозяйства и ускоренной индустриализации в конце 1920-х — начале 1930-х годов, установления диктатуры Сталина и завершения создания тоталитарного режима в СССР в этот период политические репрессии стали массовыми. Непрекращавшиеся до самой смерти Сталина репрессии достигали особого ожесточения в период «Большого террора» 1937—1938 годов, называвшегося также «ежовщиной». В этот период сотни тысяч людей были расстреляны и отправлены в лагеря ГУЛАГа по сфальсифицированным обвинениям в совершении политических преступлений.

## Демографические изменения в 1922—1953 годы
| Период | Россия  | Россия  | Среднее по развитым странам | Среднее по развитым странам |
| Период | Мужчины | Женщины | Мужчины                     | Женщины                     |
| ------ | ------- | ------- | --------------------------- | --------------------------- |
| 1930   | 34,6    | 38,7    | 53,4                        | 56,6                        |
| 1940   | 35,7    | 41,9    | 58,1                        | 61,8                        |
| 1950   | 52,3    | 61,0    | 64,0                        | 68,2                        |
| 1960   | 63,6    | 72,0    | 67,4                        | 72,5                        |

В 1920-е в СССР началось создание бесплатной и общедоступной системы здравоохранения, многократное увеличение числа больничных учреждений и численности врачей (по сравнению с показателями 1913 года), развитие санитарно-противоэпидемического направления медицины, охрана материнства и детства. Всё это способствовало увеличению средней продолжительности жизни. Однако, по мнению ряда демографов, никаких особых достижений у советского здравоохранения не было. Снижение смертности наблюдалось и в дореволюционный период. Показатели смертности 1930-х годов были существенно выше ожидаемых показателей при сохранении предреволюционных тенденций. Коэффициент смертности вернулся на линию дореволюционного тренда только в 1950-х годах. Возрастающая ожидаемая продолжительность жизни хоть и повторяла общемировой тренд, но была существенно ниже средних значений развитых стран. Лишь после Второй мировой войны произошёл ускоренный подъём продолжительности жизни и к середине 1960-х годов отставание было почти полностью ликвидировано. Повышение средней продолжительности жизни (так же как результат снижения детской смертности) было в значительной степени результатом изобретения и применения антибиотиков в медицине.
По оценке В. П. Мотревича, «несомненной заслугой существовавшего в тот период тоталитарного режима было создание уравнительной и достаточно эффективной системы здравоохранения». Свидетельством этого является значительное увеличение средней продолжительности жизни в период правления Сталина: если в 1926—1927 гг. она составляла 44 года, а в 1938—1939 годах — 47 лет, то в 1953—1964 годах — 63 года. Для сравнения: в 1897—1898 гг. в Российской империи люди жили в среднем по 32 года.
В результате голода, репрессий и депортаций, смертность сверх «нормального» уровня в период 1927—1938 гг. составила, по различным оценкам, от 4 до 12 млн человек. Темпы роста населения за время правления Сталина замедлялись, так, в частности, перепись населения 1937 года — была запрещена и объявлена вредительской именно потому, что она показала низкие темпы роста населения между 1926-м и 1937-м годом, что было следствием сталинской коллективизации и голода 1932—1933 годов и низкого уровня жизни в 30-е годы. Организаторы этой переписи были объявлены «вредителями». Официальные статистические данные о продолжительности жизни и численности населения подвергались цензуре и манипуляциям.

Численность населения России (в нынешних границах РФ), млн. чел

В 1940 году к СССР были присоединены территории Западной Белоруссии, Западной Украины, Бессарабии и Балтийских государств с общим количеством населения до 22,3 млн человек.
Сталинский период в целом характеризовался большими демографическими потерями. Первый демографический кризис 1933 года из-за голода привёл к потере пятилетнего естественного прироста (в 1935 году население СССР было таким же по размеру как и в 1930). Так же голод 1946—47 года усугубил и без того тяжелые демографические последствия войны за счёт высокой детской смертности и привёл к смерти около 1 миллиона человек. Согласно переписи населения 1926 года в РСФСР проживало 100,9 млн человек (или 92,7 млн человек с учётом переданных позже территорий). На отметку в 100 млн человек республика смогла вернуться лишь в 1949 году из-за негативных демографических последствий в результате массовых репрессий; высокой смертности в лагерях, во время высылки кулаков и депортации народов; огромных потерь во Второй мировой войне. С началом правления Сталина в 1926 году население России составляло 93 миллиона, к моменту его смерти в России проживало лишь 107 млн человек. По оценке А. Вишневского, без избыточных потерь сталинского периода россиян могло быть на 40 с лишним миллионов больше в 1953 году.
Вместе с тем при оценке демографических изменений в сталинский период необходимо учитывать «мальтузианские процессы». Согласно ряду историко-демографических исследований (Л. Е. Гринин, С. А. Нефёдов и другие), к началу XX века Российская империя попала в «мальтузианско-марксову ловушку». Это выражалось в следующем: численность населения страны росла быстрыми темпами, а так как страна оставалась преимущественно аграрной — то серьёзно обострилась проблема аграрного перенаселения, что в условиях экстенсивного сельского хозяйства создавало угрозу голода. ВВП на душу населения рос быстрее увеличения численности населения, но при этом основные выгоды экономического роста доставались только небольшой части общества (богатым). СССР смог выйти из «мальтузианско-марксовой ловушки» благодаря политике В. И. Ленина и И. В. Сталина, прежде всего в результате ликвидации социальной дифференциации на бедных и богатых, проведения форсированной индустриализации и механизации сельского хозяйства.

## Комментарии
1. ↑  цена на конец 1945 года
2. ↑  после повышения цен осенью 1946 года